# Audi 100 C1
Der Audi 100 C1 (Typ F104 bzw. als Coupé F105) ist ein Pkw der oberen Mittelklasse der Auto Union GmbH (ab 1969: Audi NSU Auto Union AG). Das Fahrzeug mit längs eingebautem Vierzylinder-Reihenmotor und Frontantrieb wurde ab Oktober 1968 als viertürige Limousine gebaut, die zweitürige Version folgte im Oktober 1969. Die Fertigung des im September 1969 vorgestellten Audi 100 Coupé S begann im Juli 1970.
Nach 827.474 produzierten Einheiten wurde der C1 im Jahre 1976 durch den völlig neu entwickelten Audi 100 C2 abgelöst.

## Modellgeschichte

### Allgemeines
Die Entstehungsgeschichte dieses Autos gilt als ungewöhnlich. Im Wesentlichen dachten die Verantwortlichen bei Volkswagen in Wolfsburg, mit der Mitte der 1960er Jahre vom Konkurs bedrohten Daimler-Benz-Tochter Auto Union ein weiteres Montagewerk in Ingolstadt für den sich immer noch bestens verkaufenden VW Käfer erworben zu haben. Dort freie Kapazitäten wurden mit der Montage des VW Käfer ausgefüllt.
Der sich schlecht verkaufende DKW F 102 wurde überarbeitet und mit einem Viertaktmotor ausgerüstet. Mit diesem intern als „Audi F103“ bezeichneten Wagen entstand die Auto-Union-Marke Audi neu. Der Vorstandsvorsitzende Heinrich Nordhoff verfügte, dass in Ingolstadt keine neuen Modelle mehr entwickelt werden sollten.
Der bis 1963 bei Daimler-Benz tätige Ludwig Kraus glaubte indes nicht an die Zukunft des VW Käfer und entwickelte bei der Auto Union ohne Wissen des VW-Vorstands und größtenteils nach Feierabend ein neues Modell unter dem Namen Audi 100. Erst das fertige Auto wurde Nordhoff schließlich präsentiert.
Beim Audi 100 wurde erstmals in der Entstehung eines Serienfahrzeuges unter Verwendung der Finite-Elemente-Methode eine computerberechnete Karosserie entwickelt. Geplant war, eine einmalige Auflage von 100.000 Fahrzeugen zu produzieren, doch die Nachfrage war so groß, dass bis Produktionsende 827.474 Fahrzeuge hergestellt wurden.
Die heimliche Entwicklung dieses Modells war letztlich der Grund, dass Audi als eigenständige Marke erhalten blieb. Audis moderne und gut verkäufliche Fahrzeuge retteten Anfang der 1970er-Jahre die mit Absatzproblemen kämpfende Volkswagenwerk AG. Diese hatte sich mit dem Käfer und dessen Derivaten bis zum VW 411 mit luftgekühltem Heckmotor technisch ins Abseits manövriert und war insbesondere durch Rückgriff auf Entwicklungen der Konzerntochter Audi NSU (VW K 70 – 1970 und Audi 80 – 1972, ab 1973 auch als VW Passat) in der Lage, ihr Angebot in kurzer Zeit auf moderne Modelle mit wassergekühlten Frontmotoren und Frontantrieb umzustellen (1974 folgten die VW-Eigenentwicklungen VW Golf und VW Scirocco und 1975 wiederum der mit dem Audi 50 baugleiche Polo).
1971 wurde die Produktion des Audi 100 nach Neckarsulm in das ehemalige NSU-Werk verlegt.
Die Preisgestaltung beim Audi 100 der ersten Generation war durchaus ungewöhnlich: Von der Vorstellung im Oktober 1969 bis zum Januar 1972 war die zweitürige Limousine genauso teuer wie die viertürige. Mitunter merkten zeitgenössische Autoren an, dass „die Limousine mit zwei Türen selbst schon wie ein elegantes Coupé wirkt“; auch war der konstruktive Aufwand bei dem Zweitürer mit besonders großen Türen und großen hinteren Seitenteilen ungewöhnlich hoch, was die Preispolitik erklären könnte.

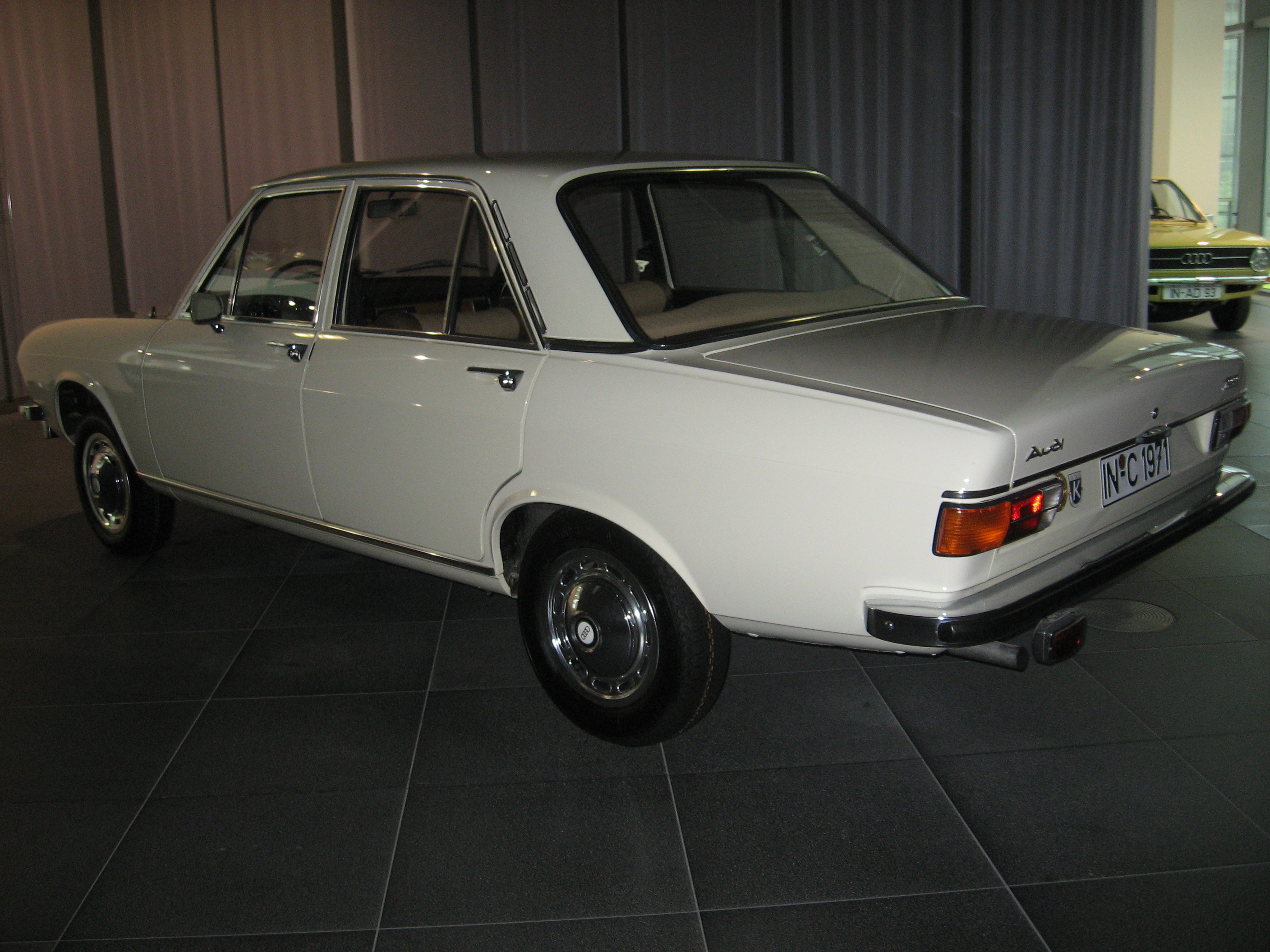
Audi 100 (1969–1970)
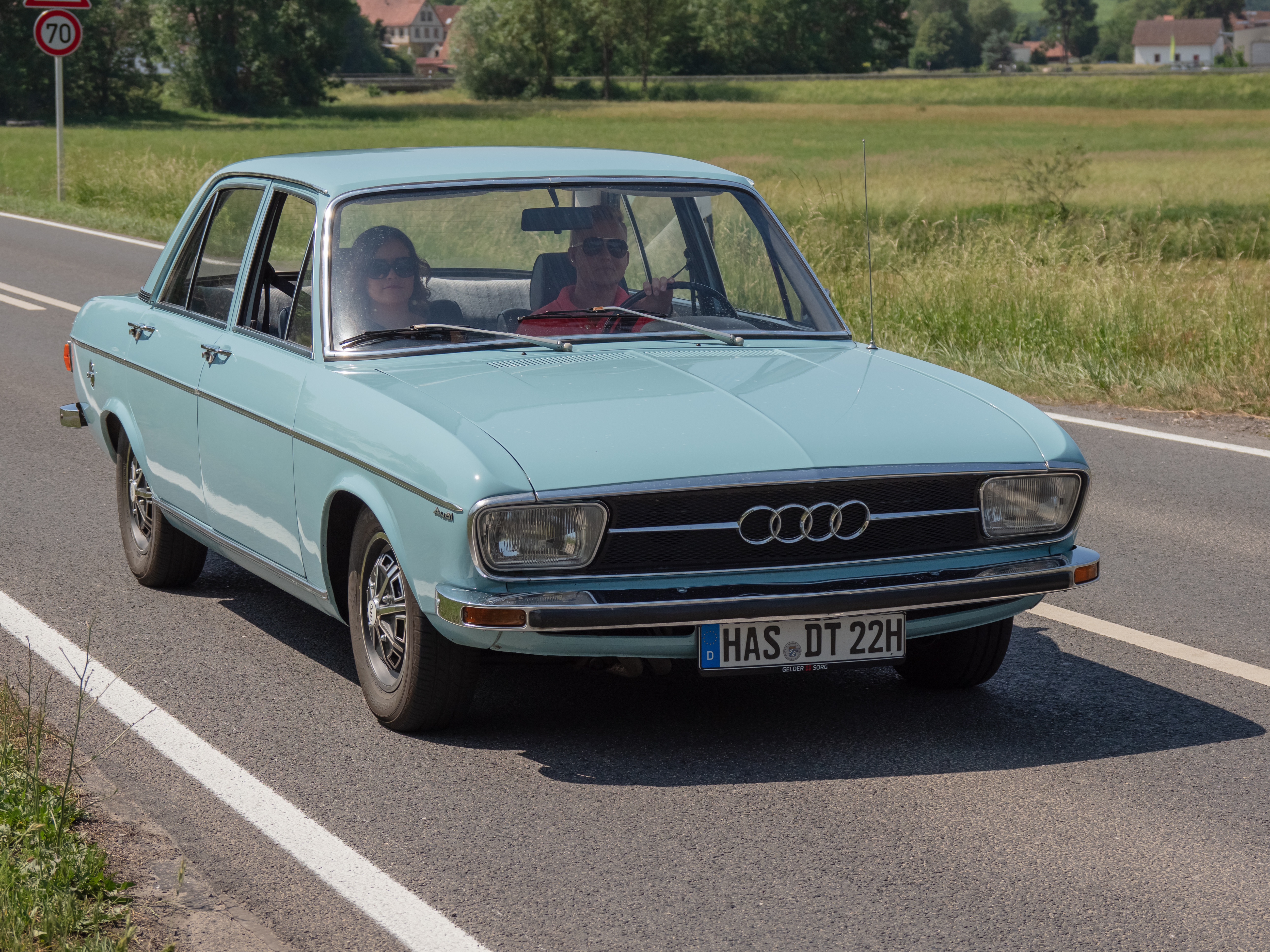
Audi 100 LS (1970–1973)
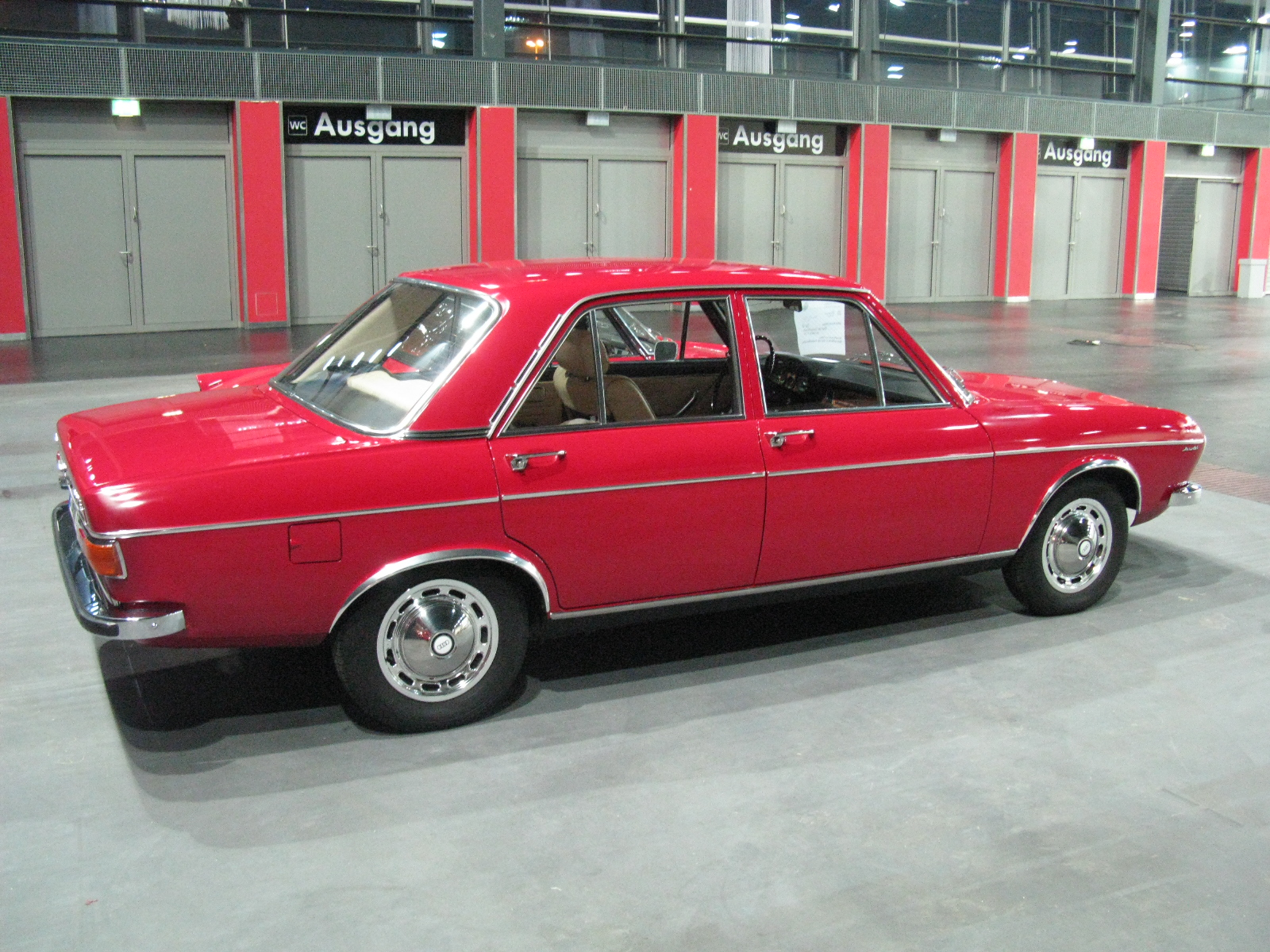
Audi 100 LS Viertürer (1971–1973)
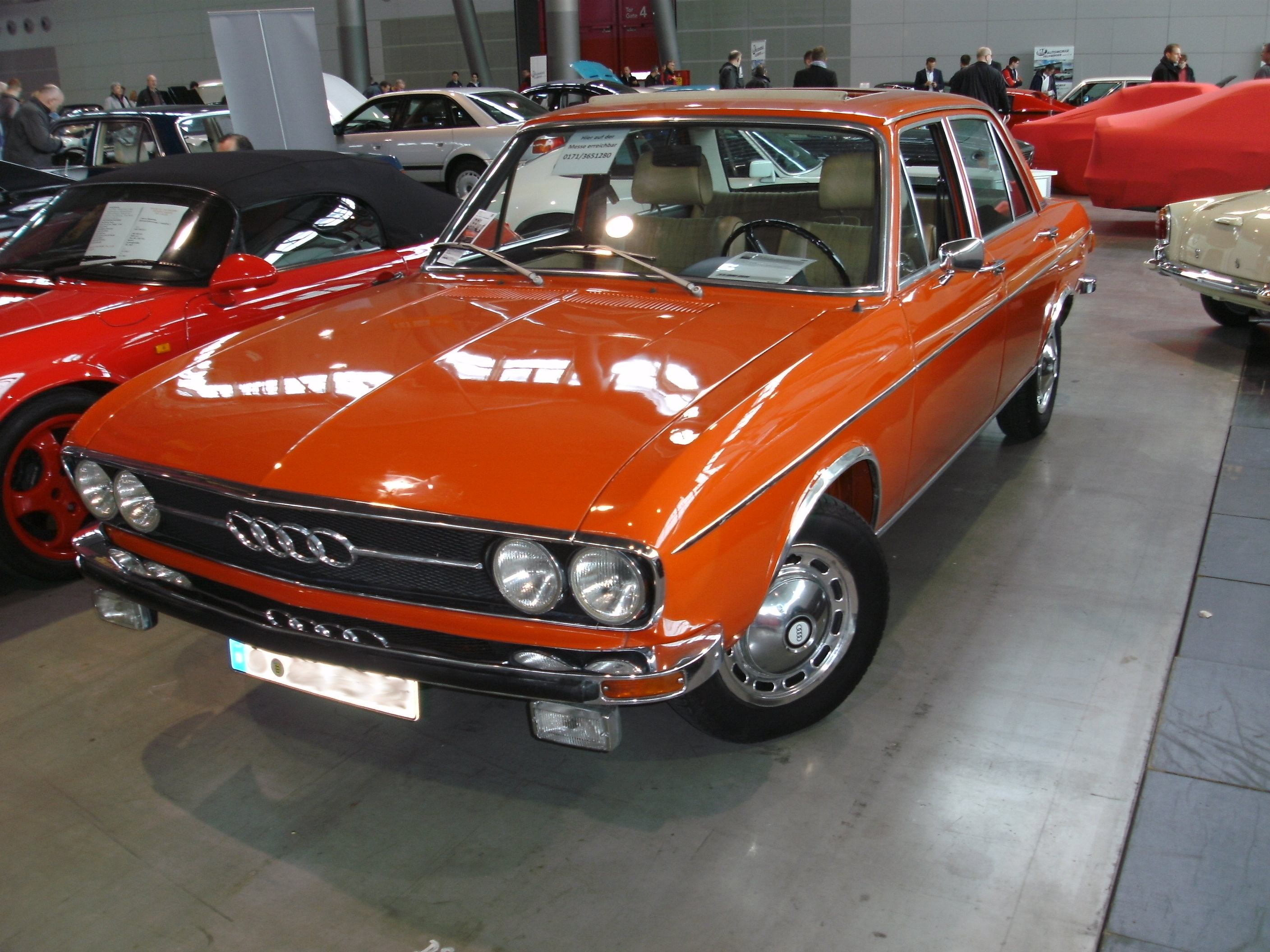
Audi 100 GL (1971–1973)
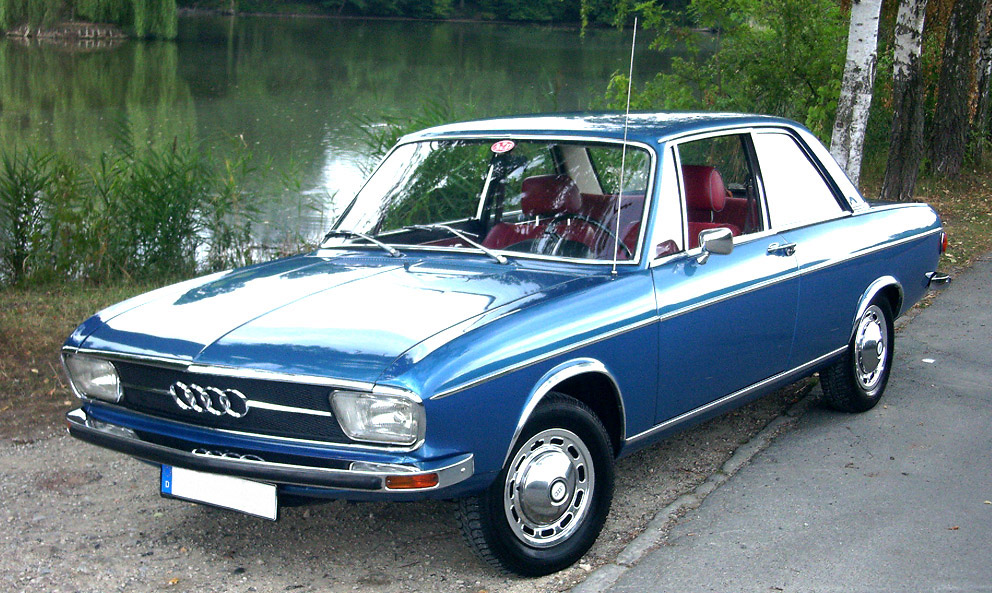
Audi 100 LS Zweitürer (1969–71)
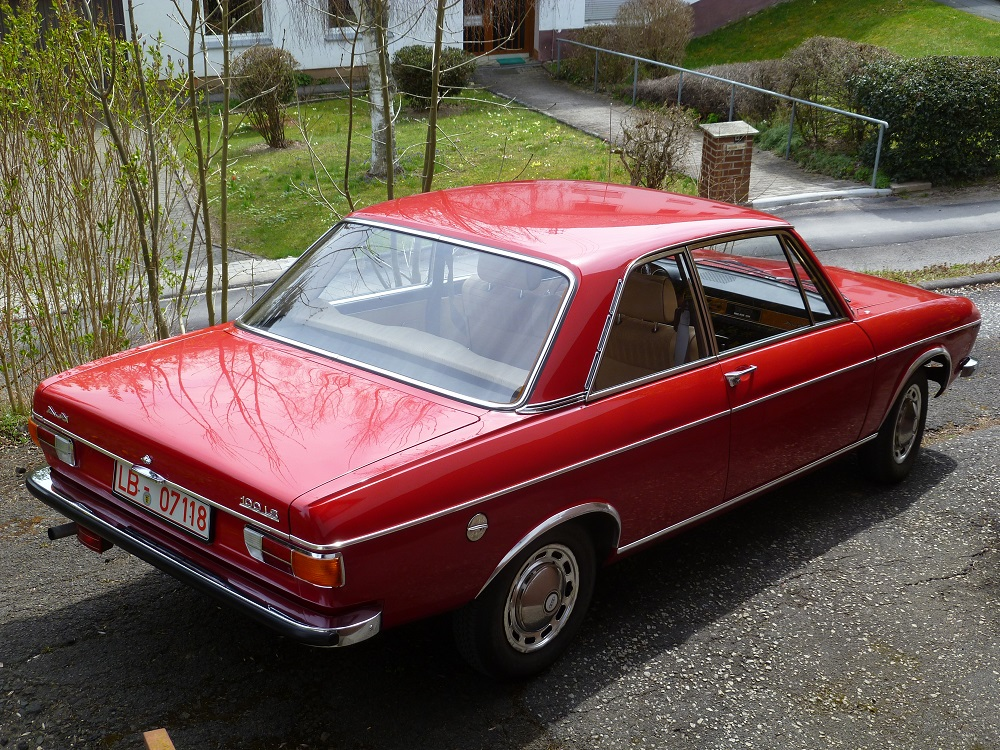
Audi 100 LS Zweitürer (1969–71)
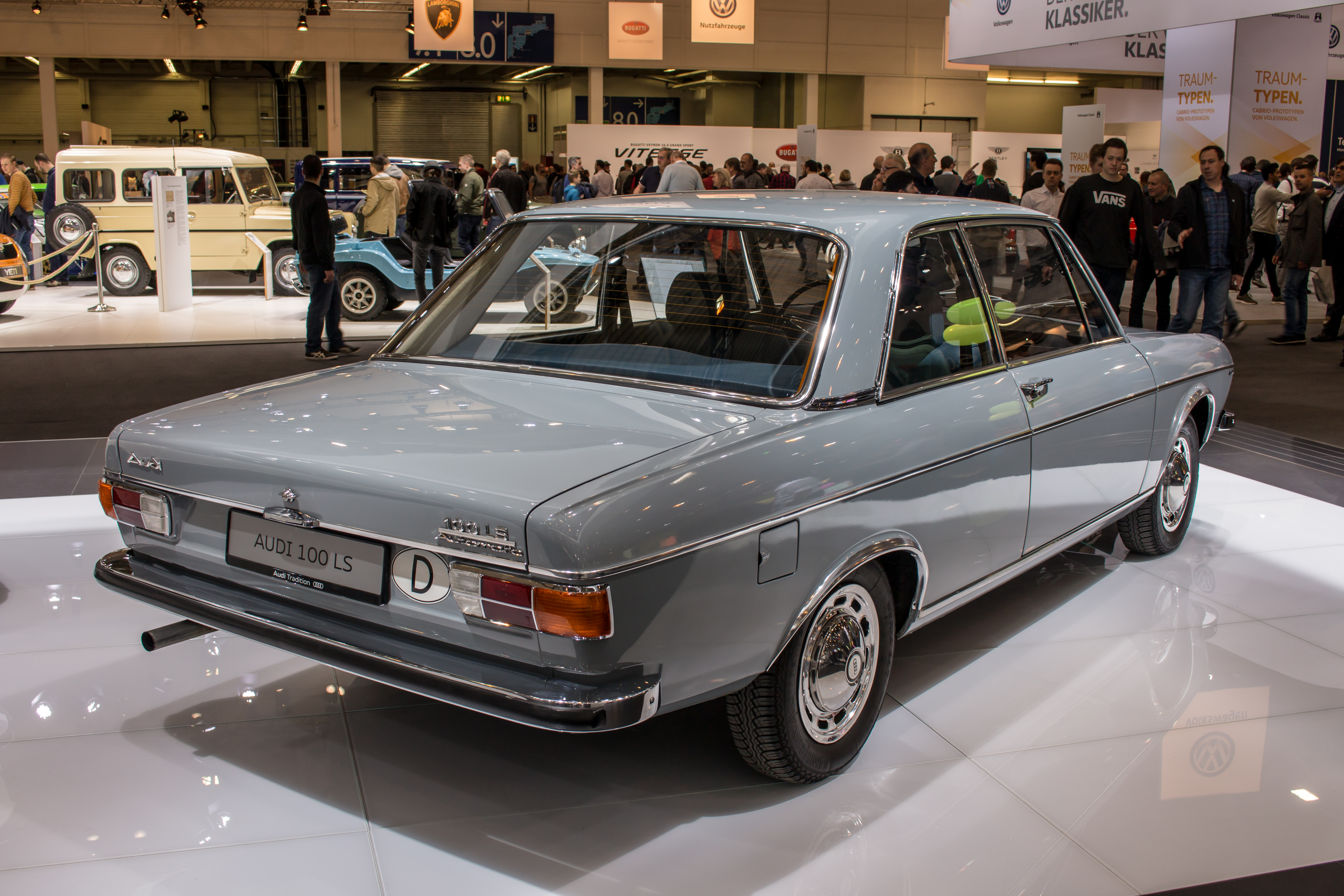
Audi 100 LS Zweitürer (1971–1973)
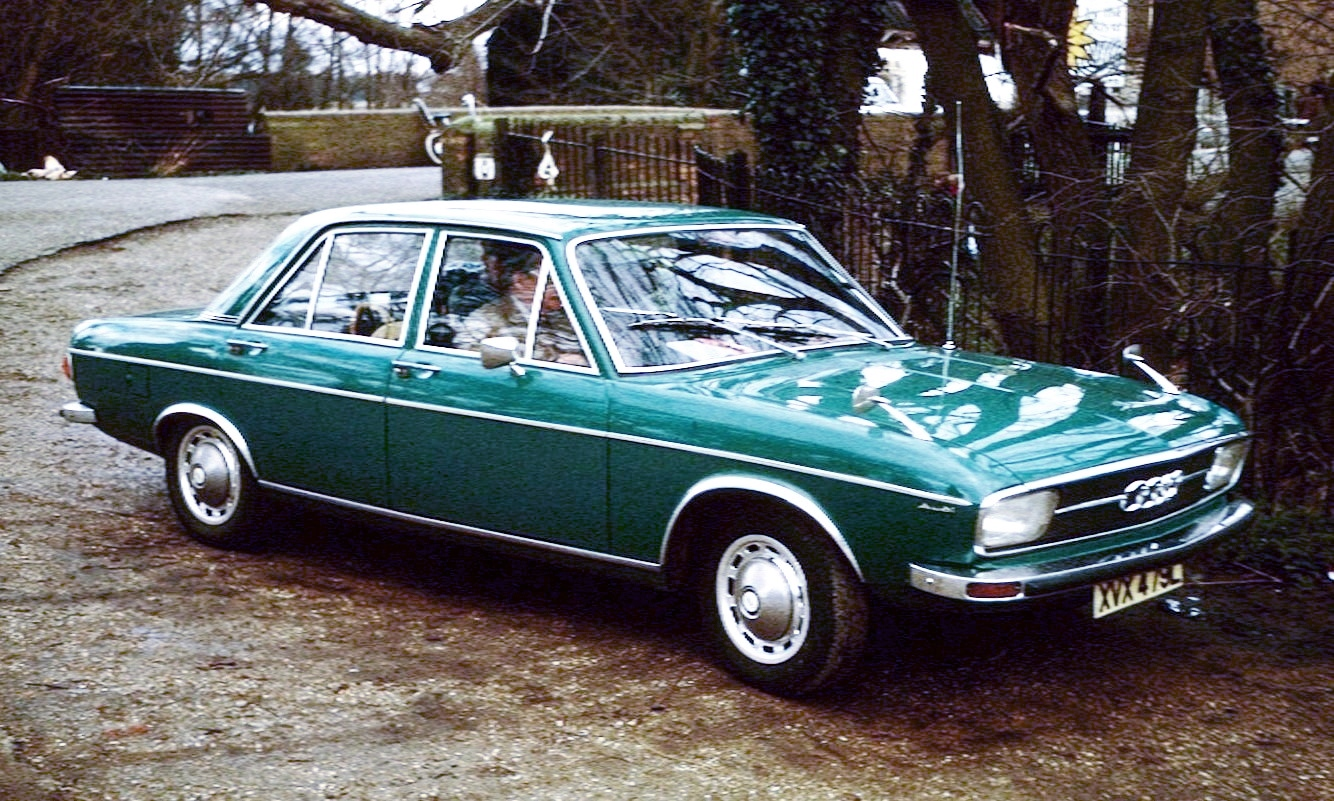
Audi 100 LS Rechtslenker (1971–1973)

### Technik
Die mit der Rahmenbodenanlage verschweißte Karosserie war jener des Audi F103 stilistisch ähnlich, jedoch erheblich größer. Das Fahrwerk wurde im Prinzip beibehalten, erhielt jedoch an der Vorderachse statt einer Drehstabfederung hochliegende Schraubenfedern mit konzentrischen Teleskopstoßdämpfern (Feder-Dämpfer-Einheit) mit Stabilisator.
Dadurch konnte der Fahrgastraum tiefer gelegt und das Fahrverhalten verbessert werden.
An der Torsionskurbelhinterachse wurde die Drehstabfederung zunächst noch beibehalten, 1973 erfolgte auch hier die Umstellung auf eine Feder-Dämpfer-Einheit mit Schraubenfedern. Zahnstangenlenkung und Zweikreisbremse mit Scheiben vorn und Trommeln hinten waren weitere Merkmale des Fahrwerks.
Zunächst waren alle Wagen mit Vierzylindermotoren von 1,8 l bis 1,9 l Hubraum versehen. Sie basierten auf dem von Mercedes übernommenen „Mitteldruckmotor“ des Audi F103, einer konventionellen Konstruktion mit seitlicher Nockenwelle und Stoßstangen, die zwar zuverlässig und sparsam, aber auch rau lief. 1974 ersetzte Audi den schwächsten der 1760-cm³-Motoren durch einen EA827-Motor mit 1588 cm³ und obenliegender Nockenwelle aus dem neuen Audi 80.

### Modellpflege
Bereits im Oktober 1969, zwölf Monate nach der Präsentation, erhielt der Audi 100 LS gleichzeitig mit der Produktionsaufnahme der zweitürigen Limousine einen leistungsfähigeren Vergaser, der ab Oktober 1970 in doppelter Ausführung auch im neuen Audi 100 Coupé S (Typ F105) eingebaut wurde. Ab April 1970 war der Audi 100 LS wahlweise gegen einen Aufpreis von 1200 D-Mark mit einem Dreigang-Automatikgetriebe von VW erhältlich.
Im August/September 1971 (zum Modelljahr 1972) erhielten alle Limousinen eine Klappe über dem Tankdeckel im hinteren rechten Seitenteil und das Motoren- und Ausstattungsprogramm wurde neu geordnet. Neue Basismotorisierung war der 1,8-Liter-Motor mit 85 PS (63 kW) bei 5100 Umdrehungen pro Minute mit einer Verdichtung von 8,5:1 für Normalbenzin. Gegen Aufpreis konnte er mit der besseren LS-Ausstattung kombiniert werden. Audi ersetzte damit den bis dahin verwendeten Normalbenzinmotor des Audi 100 mit 80 PS (59 kW) bei 5000 Umdrehungen pro Minute mit einer Verdichtung von 9,1:1 sowie den Superbenzinmotor des Audi 100 S mit 90 PS (66 kW) bei 5500 Umdrehungen pro Minute mit einer Verdichtung von 10,2:1.
Bei dem weiterhin erhältlichen Motor mit 100 PS (74 kW) bei 5500 Umdrehungen pro Minute des Audi 100 LS für Superbenzin wurde die Verdichtung für einen leiseren und ruhigeren Motorlauf reduziert.
Neues Spitzenmodell bei den Limousinen wurde der Audi 100 GL mit dem gleichen 1,9-Liter-Motor wie im 100 Coupé S; durch eine reduzierte Verdichtung (10,0:1 statt 10,2:1) sank die Leistung jedoch von 115 PS (85 kW) bei 5500 Umdrehungen pro Minute auf 112 PS (82 kW) bei 5800 Umdrehungen pro Minute. Der Audi 100 GL erhielt serienmäßig den bereits vom Coupé bekannten Kühlergrill mit Doppelscheinwerfern. Er konnte ebenso wie nun auch das Coupé gegen Aufpreis mit der Dreigang-Automatik ausgestattet werden. Ferner war gegen einen Aufpreis von 725 D-Mark für alle Modelle erstmals eine der Fahrzeugklasse angemessene Servolenkung erhältlich, was Bedenken gegen den Frontantrieb in gehobenen Klassen entgegenwirkte, da Einflüsse des Antriebs in der Lenkung nun kaum noch spürbar waren.
Im September 1973 erfuhr die gesamte Baureihe für das Modelljahr 1974 mehrere Änderungen: Die Frontpartie wurde überarbeitet, dabei wurden Kotflügel und Motorhaube kantiger gestaltet und alle Modelle erhielten einen Kühlergrill aus Kunststoff. Am Heck der Limousinen wurden nur geringfügige Änderungen vorgenommen, am auffälligsten sind die neuen, durchgehend horizontal unterteilten Heckleuchten; das Heck des Coupés blieb unverändert.
Weiterhin wurde die Hinterradaufhängung geändert: Feder-Dämpfer-Einheiten mit Schraubenfedern ersetzten den querliegenden Federstab. Ferner erhielten alle Modelle serienmäßig eine Wisch-Intervallschaltung und Sicherheitsgurte (bei GL und Coupé S Automatikgurte mit Kopfstützen). Im Motorraum wurde ein Zentralstecker für das Mitte 1971 eingeführte VAG-Diagnosesystem eingebaut.
Letzte größere Veränderungen erfuhr die Modellreihe im August/September 1974 für das Modelljahr 1975: Die vorderen Scheibenbremsen lagen bislang innen am Getriebe/Differential, wo sie leicht verölen konnten; Audi verlegte sie nach außen an die übliche Position an den Rädern.
Allerdings musste ihr Durchmesser von 280 (bei den Spitzenmodellen 291) auf 257 Millimeter verringert werden. Die zwei Kreise der Bremshydraulik wurden diagonal aufgeteilt statt eines vorderen und eines hinteren Kreises. Alle Versionen erhielten zudem breitere Felgen der Größe 5J × 14, die bis dahin den 1,9-Liter-Modellen vorbehalten waren.
Zugleich erhielt der Audi 100 wie schon der Audi 80 einen negativen Lenkrollradius. Da die neuen Schwimmsattel-Scheibenbremsen einen höheren Platzbedarf hatten, wurden auch neue, bauchigere Radschüsseln erforderlich mit kleineren Radkappen. Die Limousinen erhielten zum Modelljahr 1975 außerdem noch modifizierte Stoßstangen mit schwarzen Kunststoffkappen an den Seiten.
Zugleich ersetzte Audi die Basismotorisierung: Die schwächste Ausführung des 1,8-Liter-OHV-Motors wurde durch den nominell gleich starken 1,6-Liter-EA-827-Motor ersetzt, wie es ihn schon im Audi 80 gab; hier konnte er mit der einfachen L- sowie der höherwertigen LS-Ausstattung kombiniert werden. Er war jedoch drehmomentschwächer, durch ein höheres Drehzahlniveau kaum sparsamer und nicht mit der Servolenkung erhältlich.
Ebenfalls zum Modelljahr 1975 entfiel bei den 1,8-Liter-Modellen die serienmäßige Lenkradschaltung, sie wurde durch die bis dahin aufpreispflichtige Mittelschaltung ersetzt.
Während der Audi 100 C1 in Europa im Sommer 1976 vom Nachfolger Audi 100 C2 (Typ 43) abgelöst wurde, lief die Produktion für den nordamerikanischen Markt noch bis März 1977 weiter. Insgesamt wurden 827.474 Fahrzeuge gebaut, davon entfielen 30.687 auf den Audi 100 Coupé S.

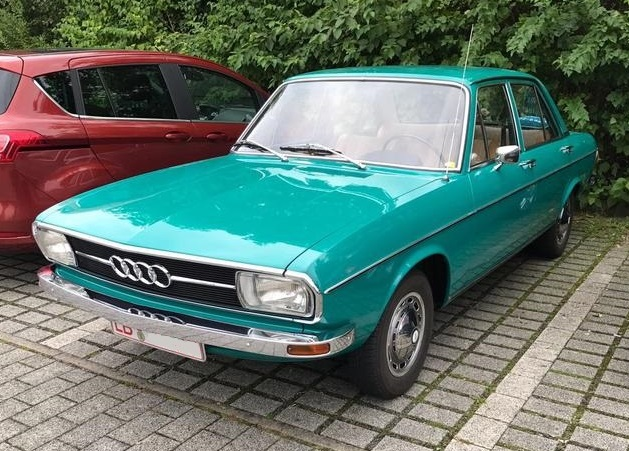
Audi 100 Viertürer (1973–1974)
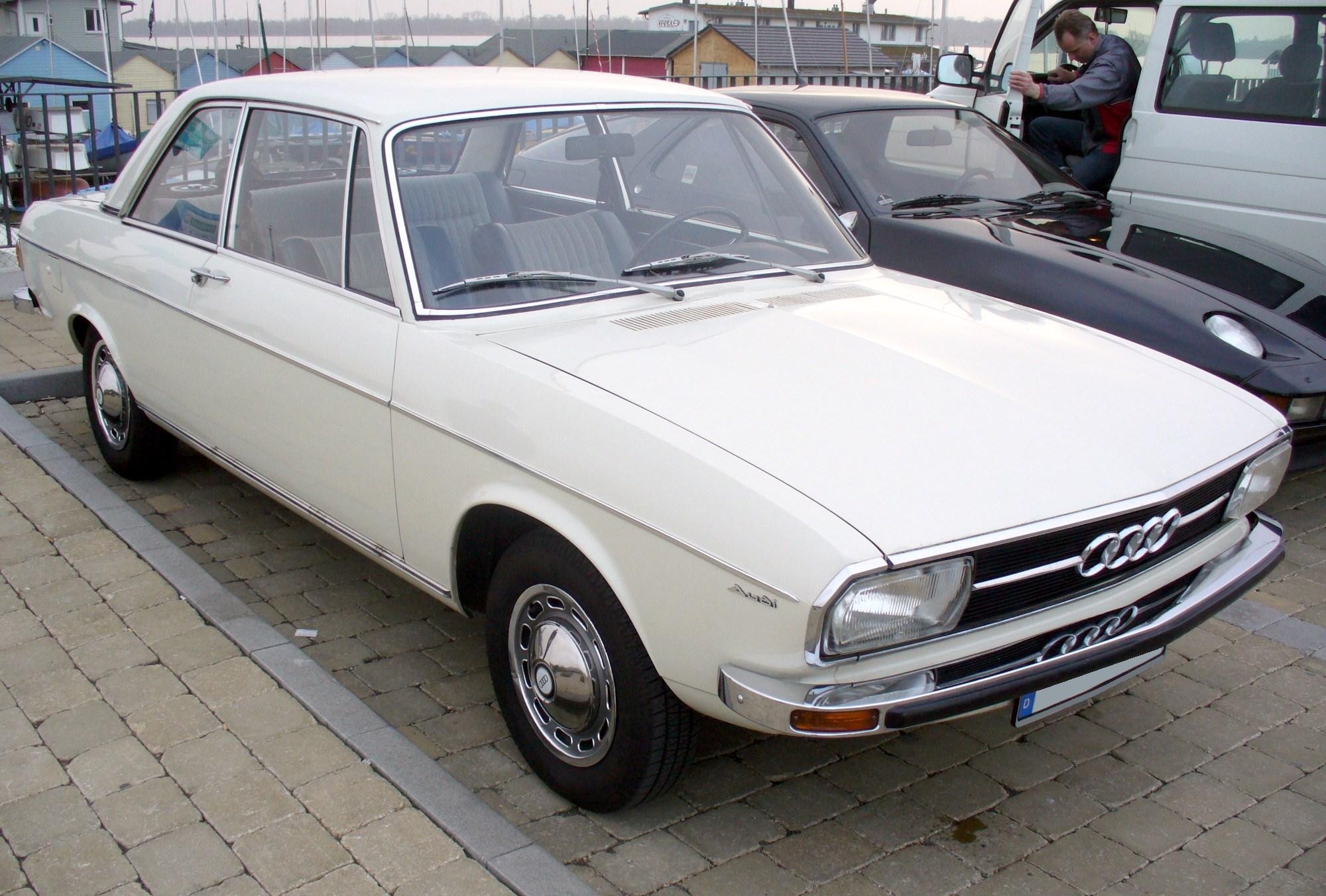
Audi 100 Zweitürer (1973–1974)
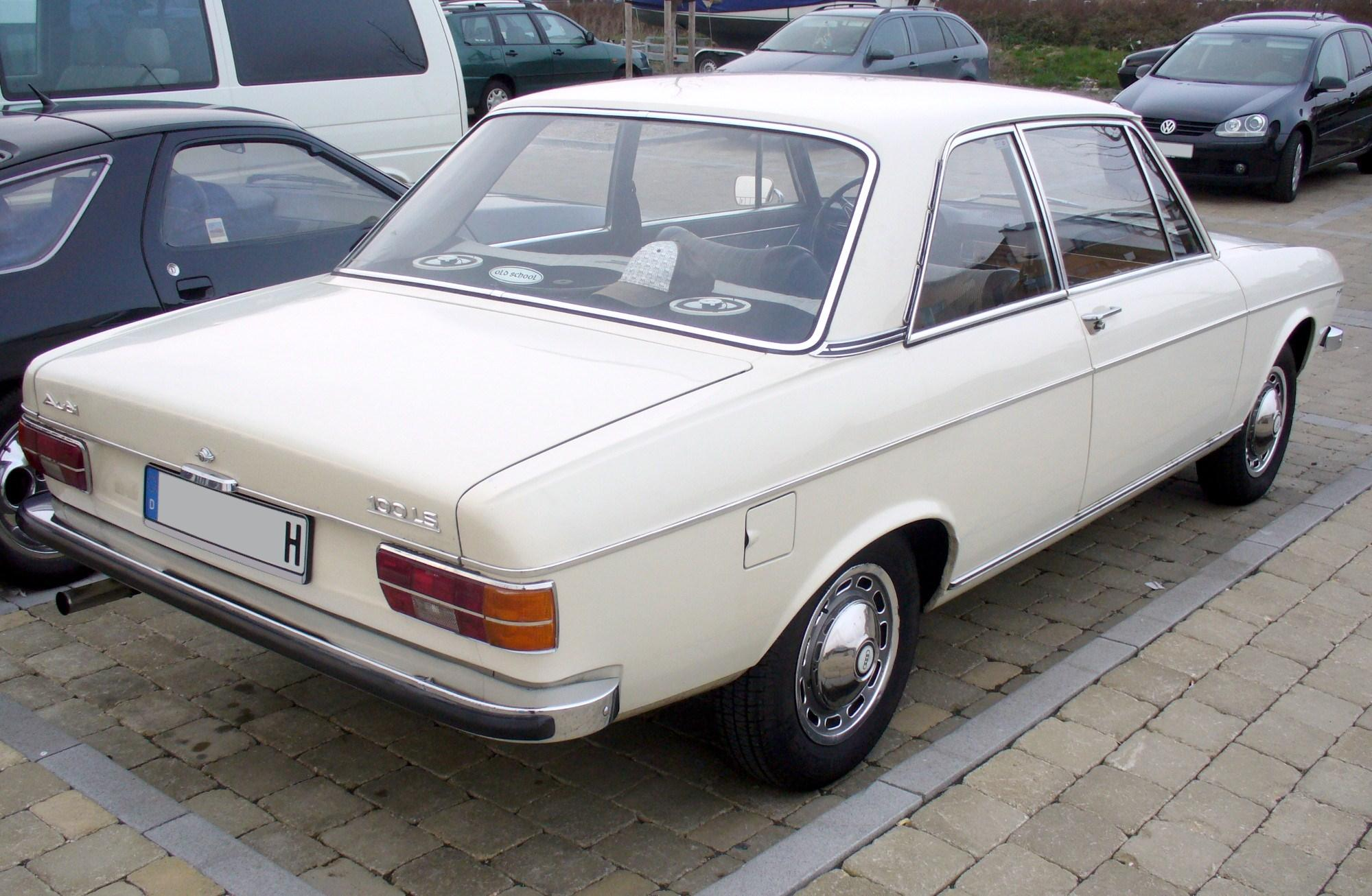
Audi 100 Zweitürer (1973–1974)
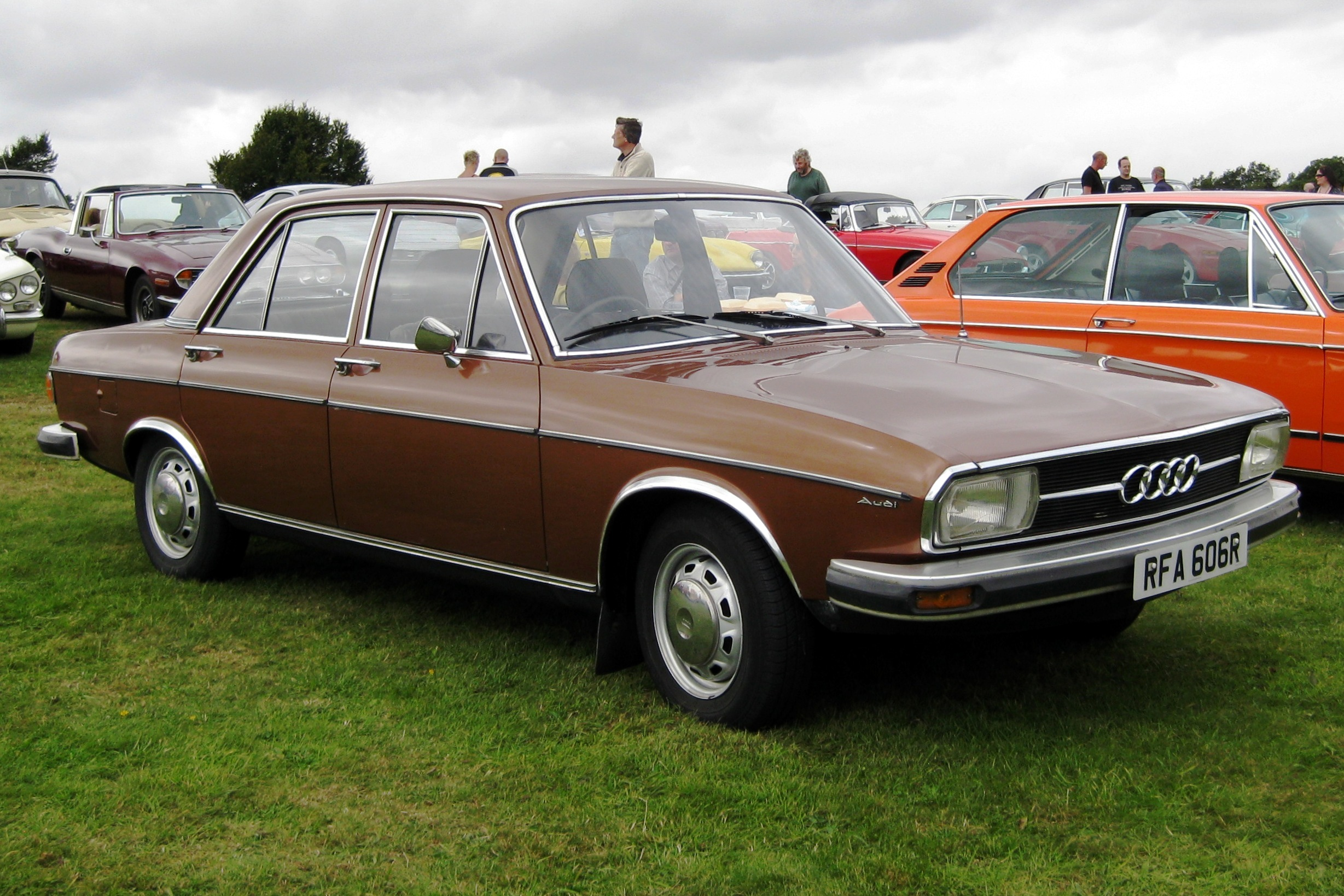
Audi 100 LS Sondermodell für UK (1974–1976)
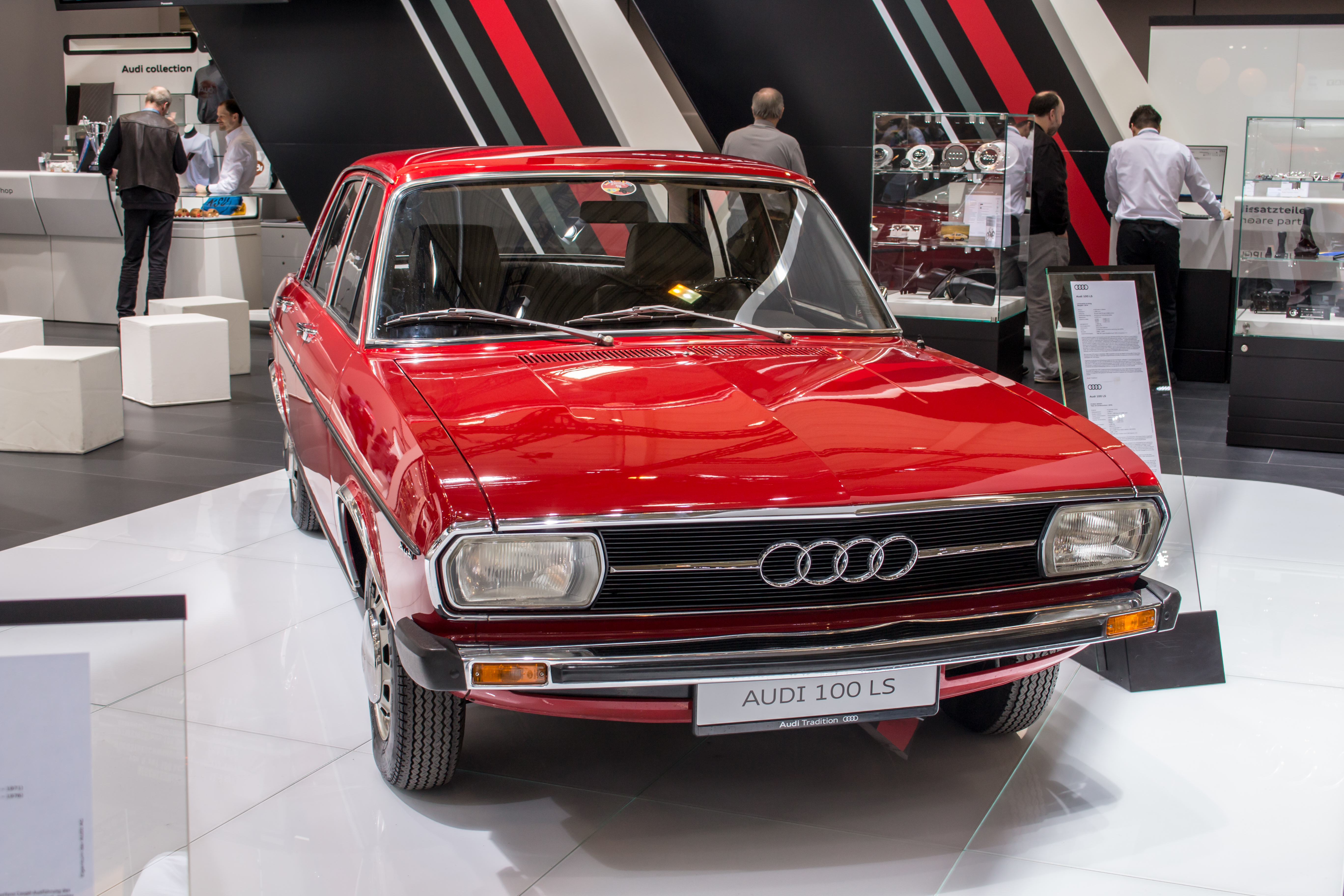
Audi 100 LS (1974–1976)
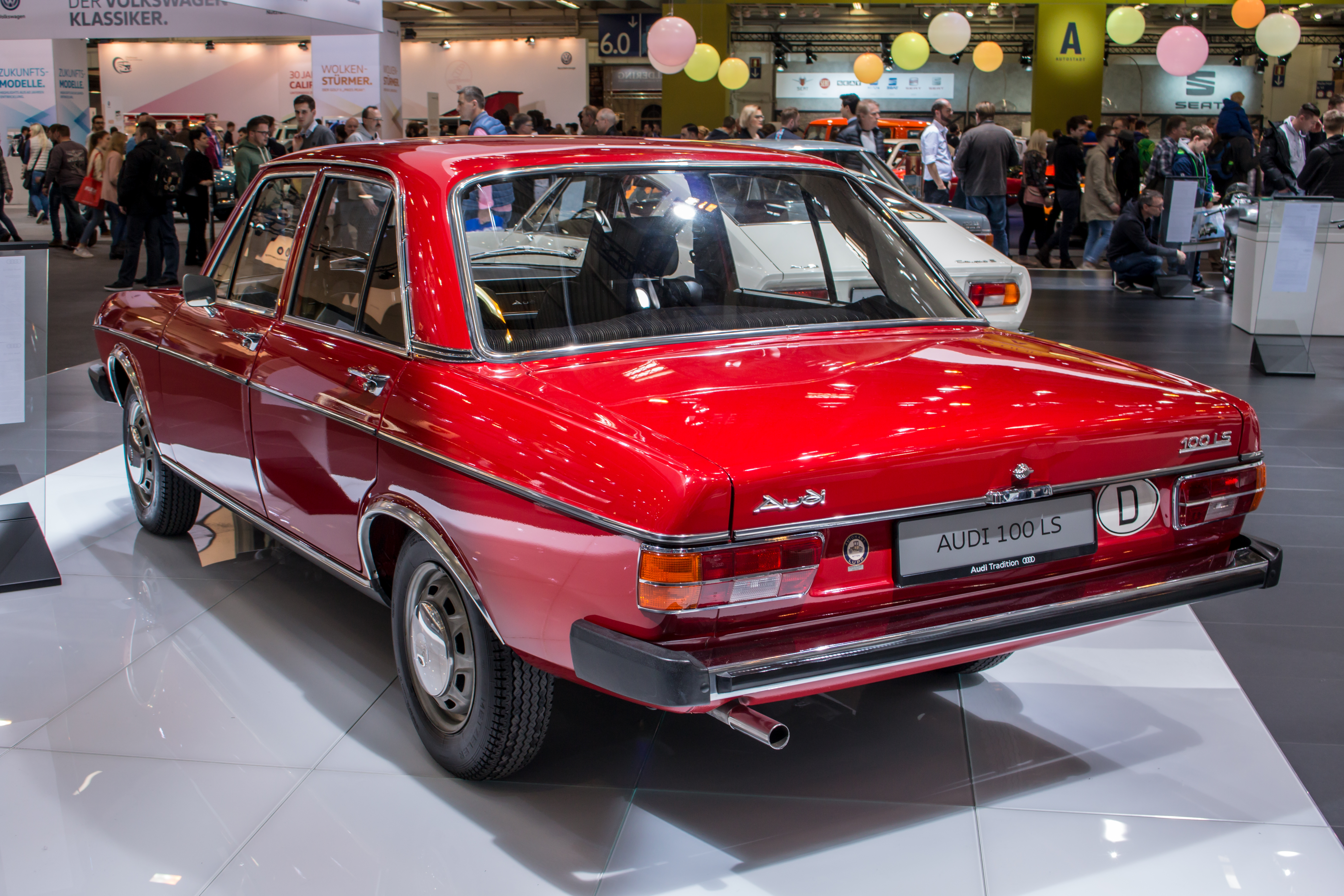
Audi 100 LS (1974–1976)
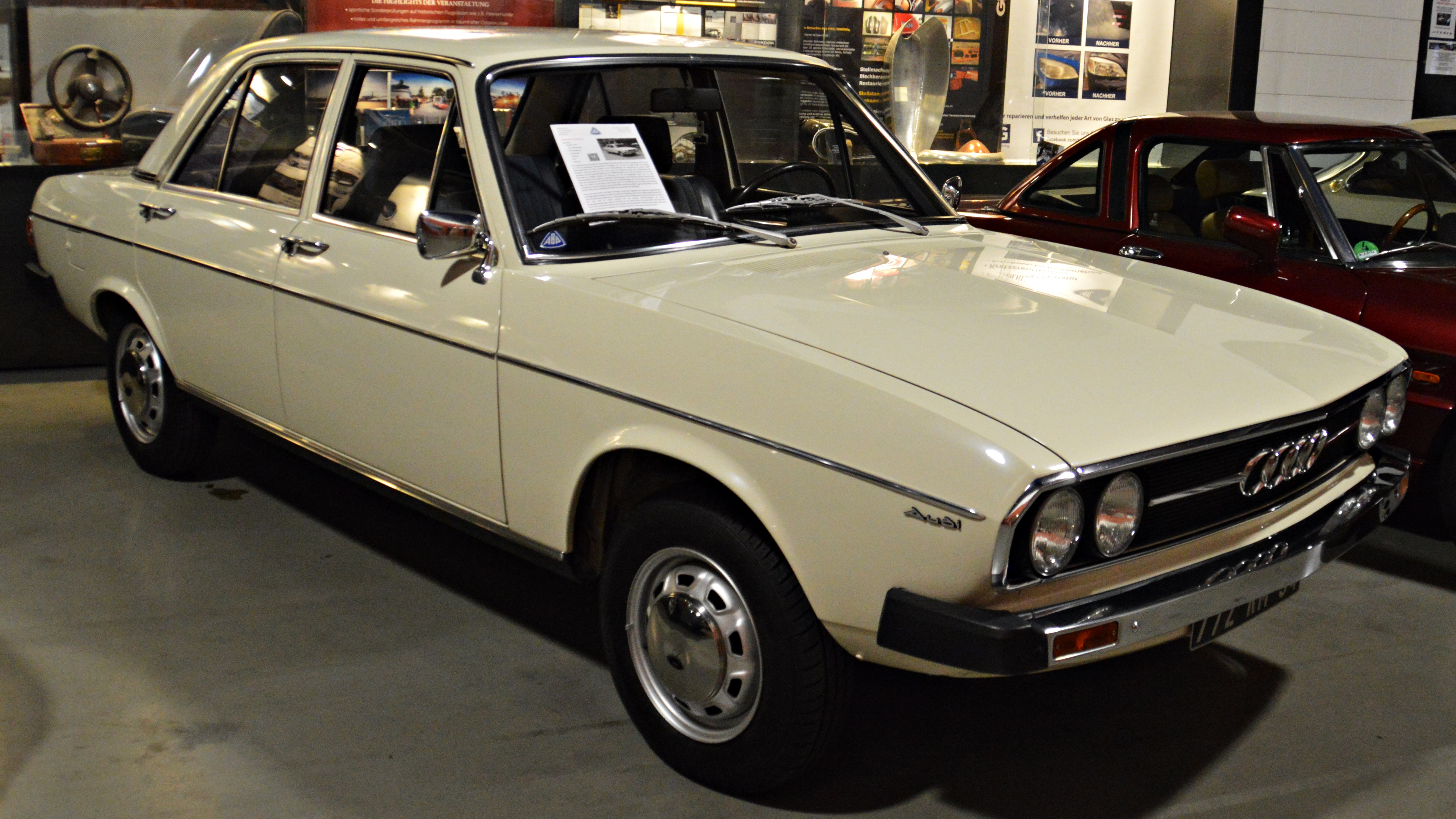
Audi 100 L(1976)
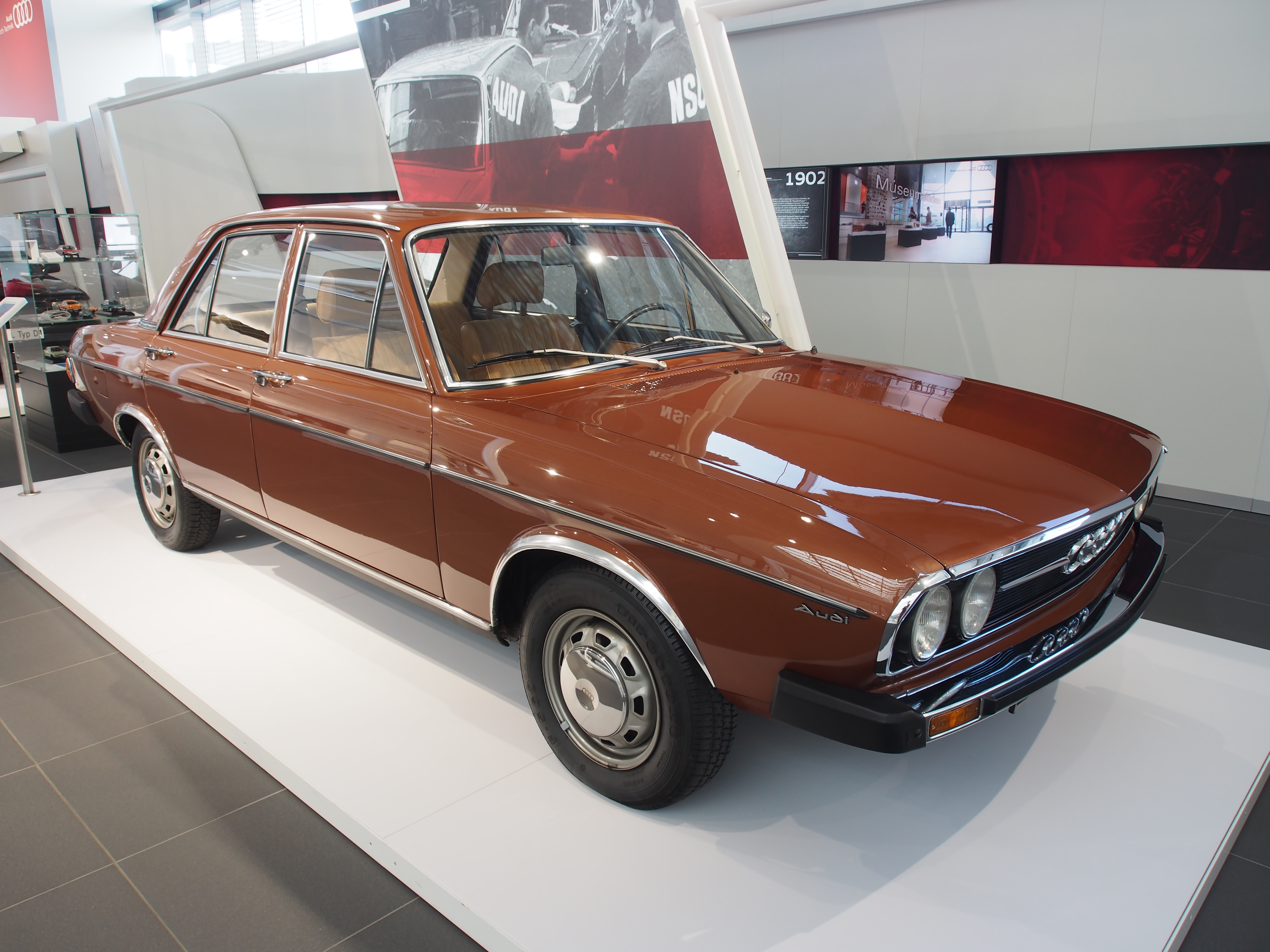
Audi 100 GL (1974–1976)

### Audi 100 Coupé S
Die Coupé-Version des Audi 100 C1 ging ebenso wie die Limousine auf Initiative von  Ludwig Kraus zurück, der ein Coupé in der wiederbelebten Audi-Reihe wünschte. Das Karosseriedesign wurde von einem damals jungen Hartmut Warkuß, dem späteren Volkswagen Designchef in den 1990er Jahren, mitgeprägt. Bei der Entwicklung des Audi 100 Coupé S wurde entschieden, nicht zu weit vom ursprünglichen Design abzuweichen, das durch die Limousine vorgegeben war.
Das Debüt des Audi 100 Coupé S fand im September 1969 auf der IAA in Frankfurt statt, die eigentliche Markteinführung erfolgte jedoch über ein Jahr später, also im Oktober 1970.
Der Radstand wurde, ausgehend von der Limousine, von 2675 auf 2560 mm verkürzt, wobei zur Herstellung der Rahmenbodenanlage keine neuen Presswerkzeuge erforderlich waren. Zudem wurde der hintere Überhang um 127 mm verkürzt. Um das sportliche Fließheck-Coupé zu verwirklichen, wurden auch A-Säule und Türen neu konstruiert.
Die Hecksäule trug große Entlüftungsschlitze. Durch das Fließheck fiel der Wagen 67 mm flacher als die Limousine aus. Der Fahrgastraum wurde durch einen verstärkten Stirnwandbereich, steife Längsträger als Außenschweller und einen Querträger im Heckbereich versteift. Die Front erhielt neue geteilte Rundscheinwerfer, eine Lösung, die erstmals im Coupé eingeführt und erst im Folgejahr auf Wunsch in der Limousine angeboten wurde. Die Reifendimension wuchs von 165 auf 185 mm im Querschnitt, jedoch immer noch mit Felgen von 14 Zoll Durchmesser. Darüber hinaus waren die vorderen Scheibenbremsen nun innenbelüftet und hatten Bremssättel mit vier Kolben.
Das Coupé S erhielt den auf 1,9 Liter Hubraum aufgebohrten 1,8-Liter-Motor. Die Hubraumvergrößerung hatte eine Leistungssteigerung auf 115 PS bei unveränderter Drehzahl zur Folge. Zunächst sollte auch eine 100-PS-Variante ins Coupé-Programm übernommen werden, letztlich blieb es aber allein bei dem größeren Motor.
Die Innenausstattung des Audi 100 Coupé S wirkte gepflegter als die der Limousine. Sie enthielt unter anderem ein teilweise gepolstertes Holzarmaturenbrett, Sitze mit Kopfstützen und ein 4-Speichen-Sportlenkrad, das – exklusiv in dieser Baureihe – auch geringfügig höhenverstellbar war (die vertikale Auslenkung der Verstellung betrug 4 Zentimeter).
Die erste Weiterentwicklung beim Audi 100 Coupé S gab es ein Jahr nach seiner Markteinführung im Oktober 1971, als das Auto auf Wunsch auch mit 3-Gang-Automatikgetriebe erhältlich war. Gleichzeitig erhielt der 1,9-Liter-Motor anstelle von zwei Vergasern nur noch einen, sodass die Leistung, wenn auch leicht, auf 112 PS sank.
Diese Änderungen sowie alle noch folgenden gingen mit denen einher, die auch die Audi-100-Limousine erfuhr, einschließlich der Modifikationen an der Karosserie von 1973, um den US-amerikanischen Vorschriften für Crashtests zu entsprechen, ergänzt um die behutsame Neugestaltung im selben sowie im folgenden Jahr sowie um die Aktualisierungen des Fahrwerks und der Bremsanlage.
Im Sommer 1976 rollte der letzte Audi 100 Coupé S vom Band in Neckarsulm.

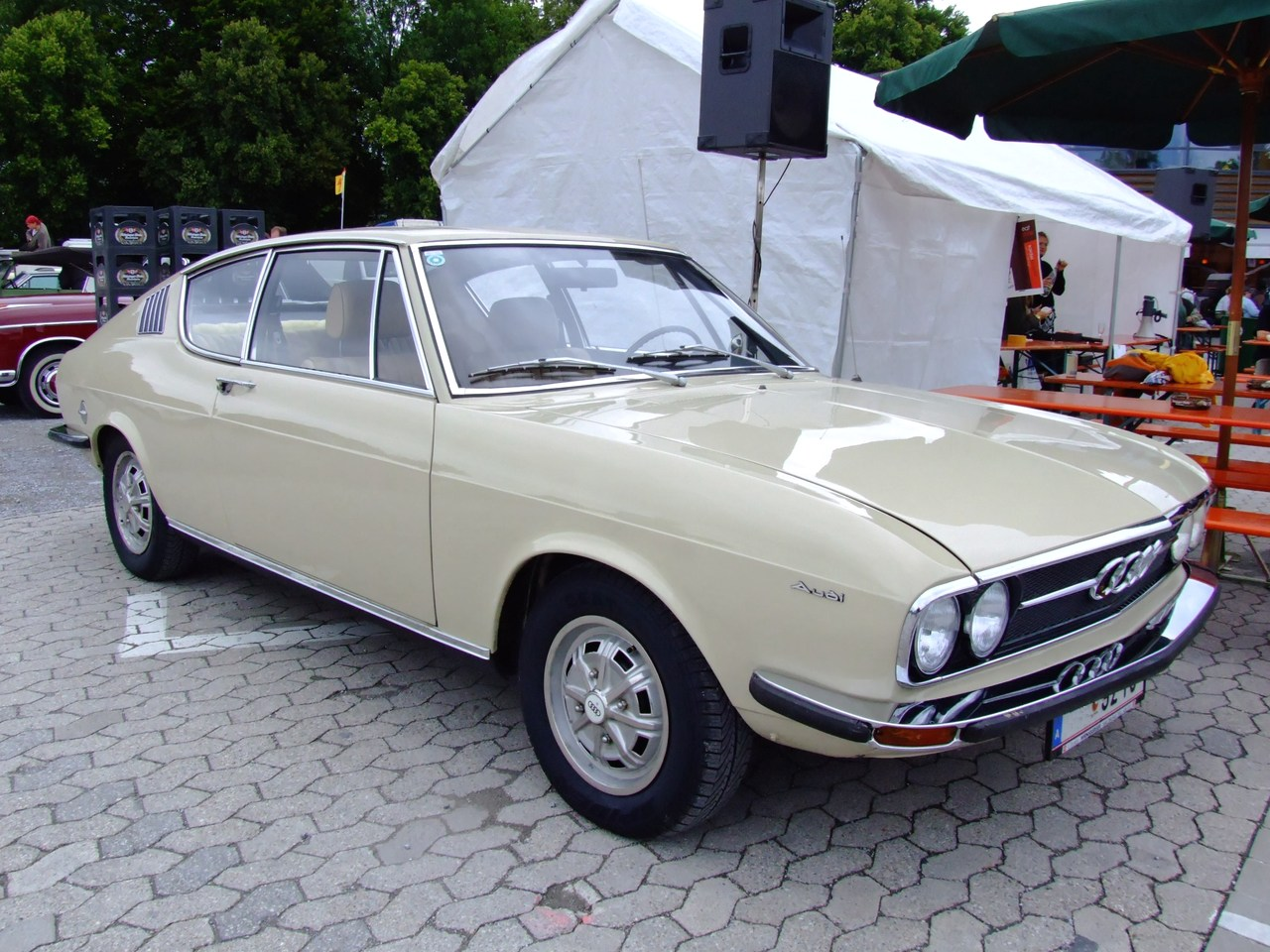
Audi 100 Coupé S (1970–1973)
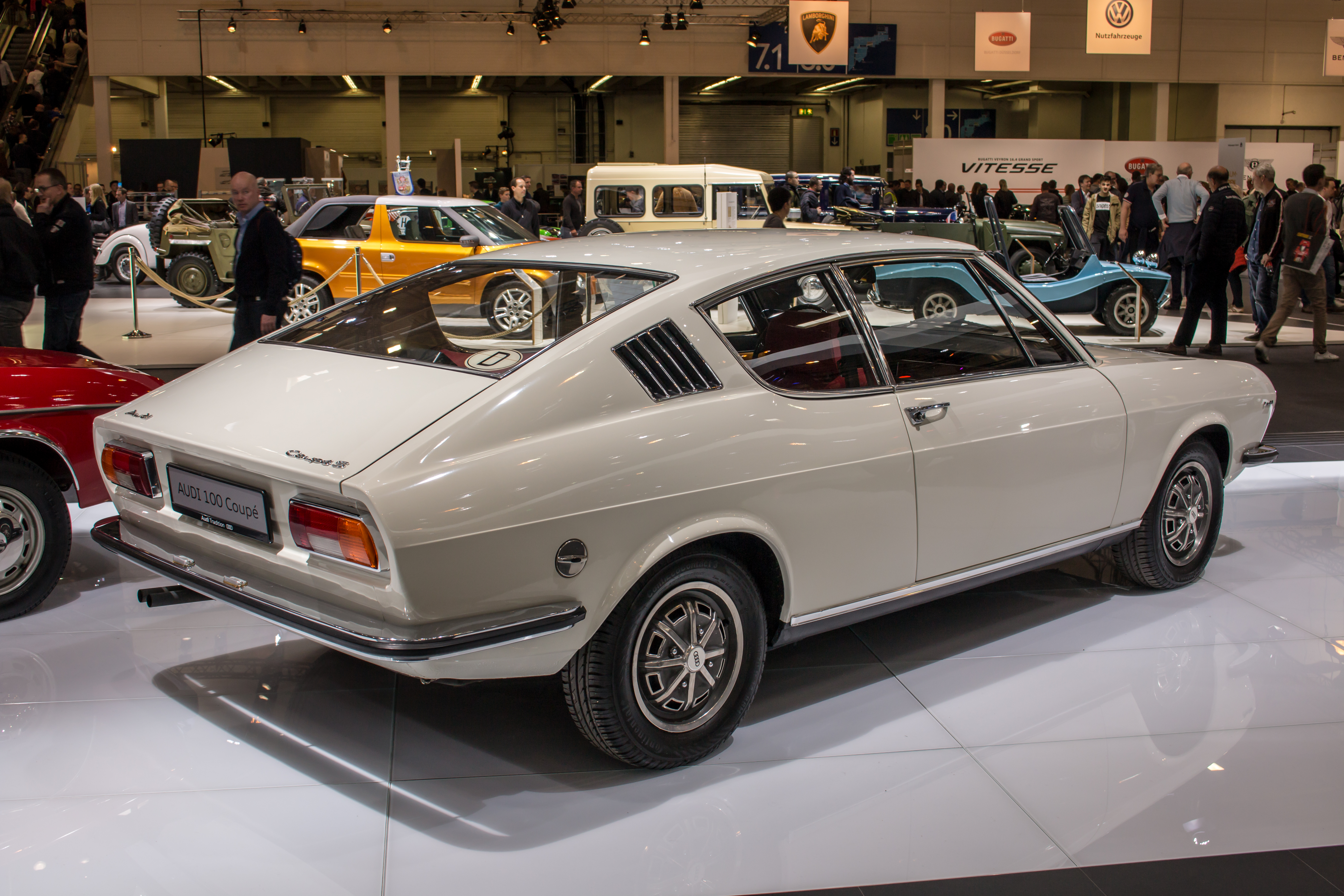
Heckansicht
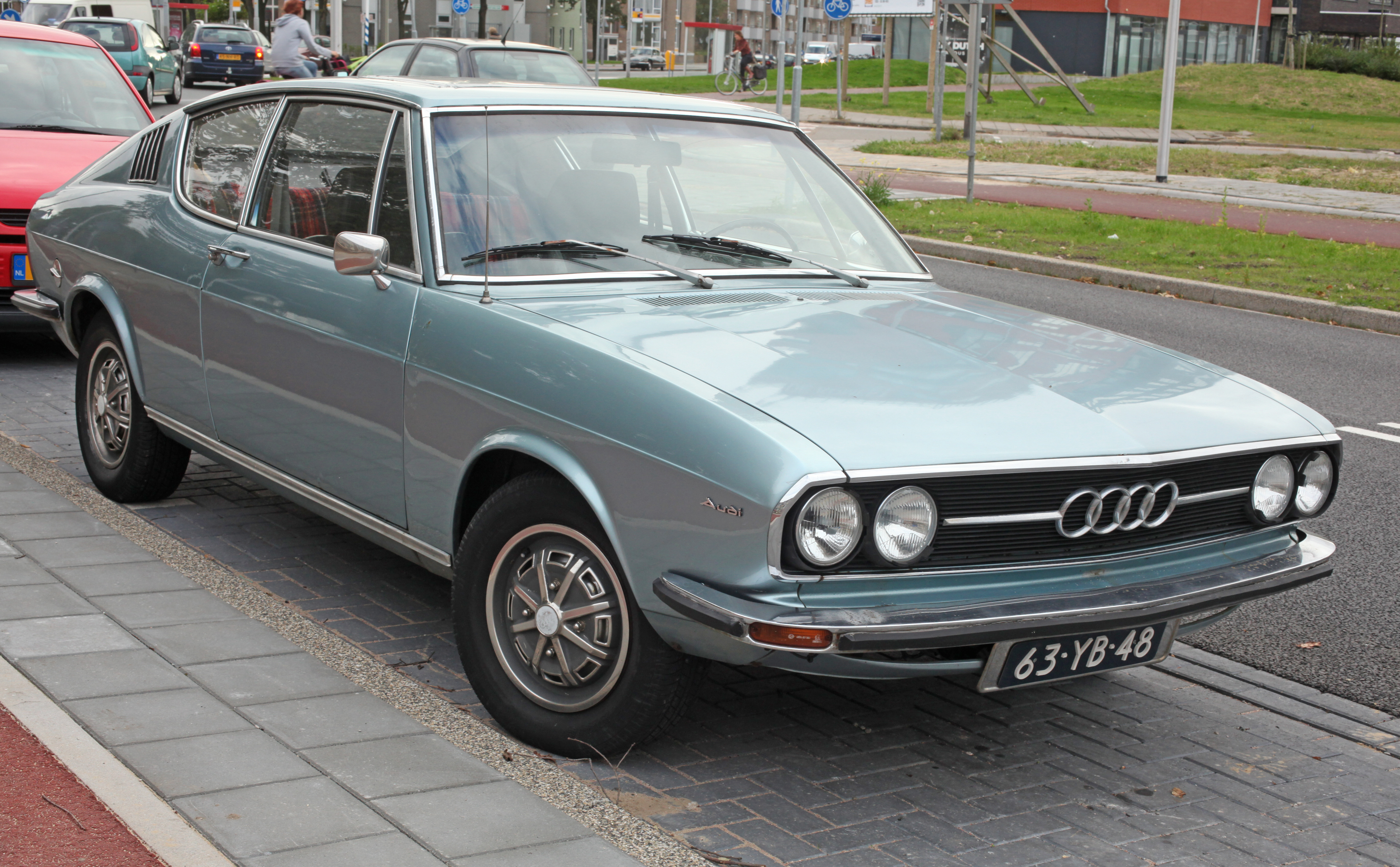
Audi 100 Coupé S (1973–1974)
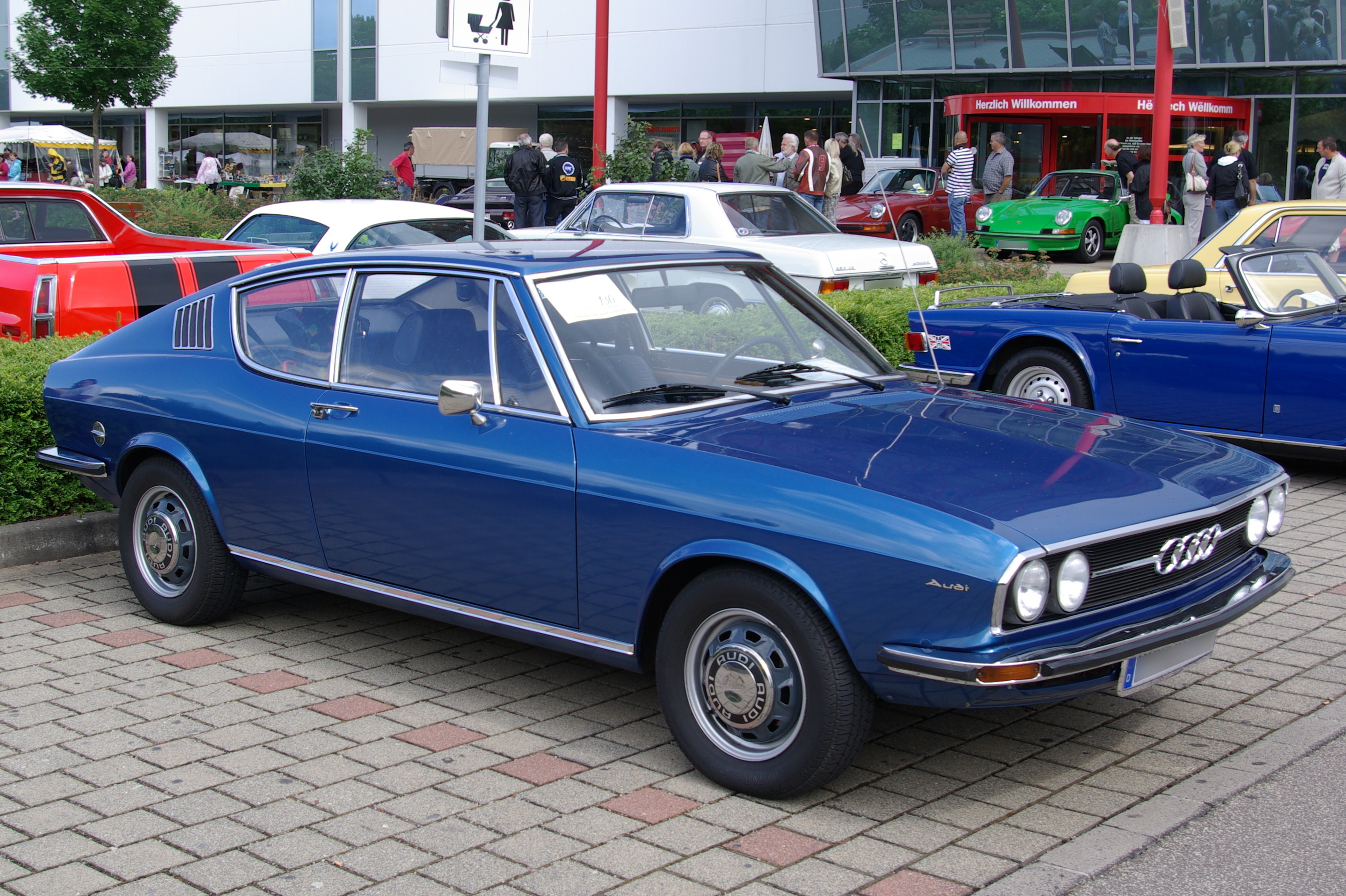
Audi 100 Coupé S (1974–1976)
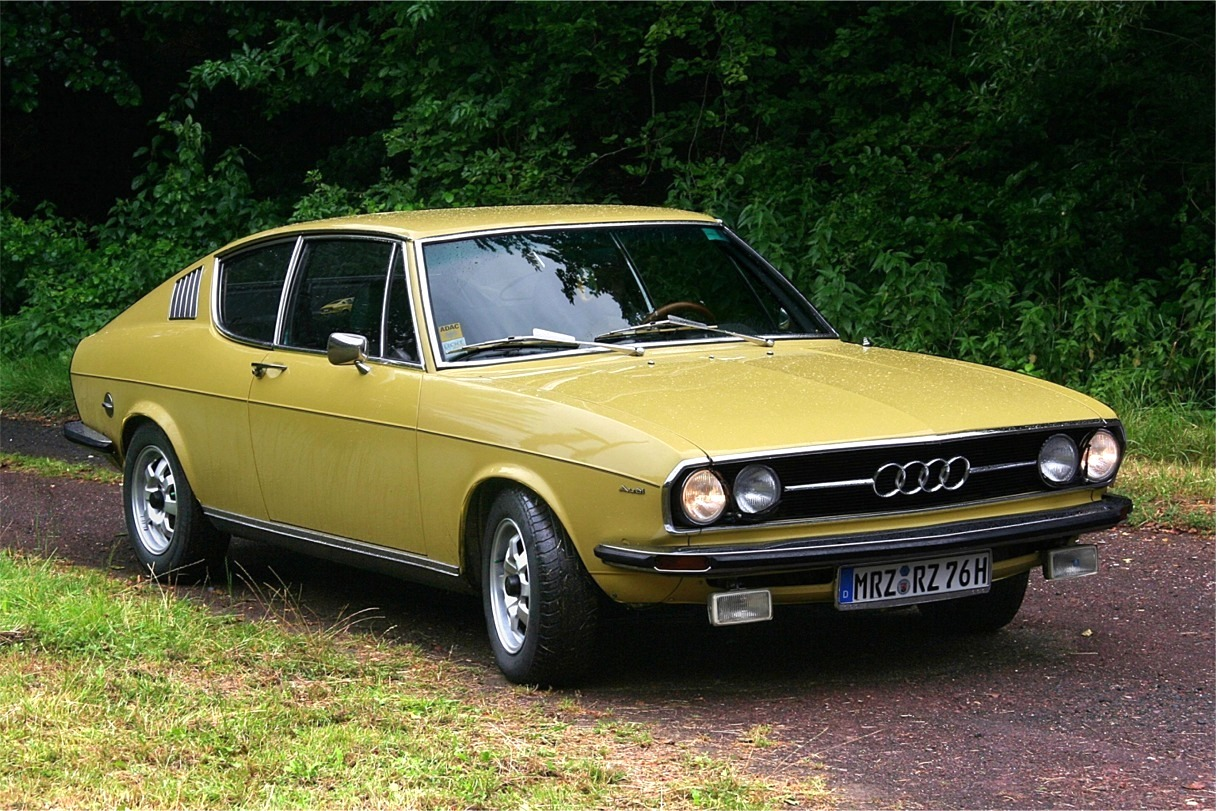
Audi 100 Coupé S (1974–1976)
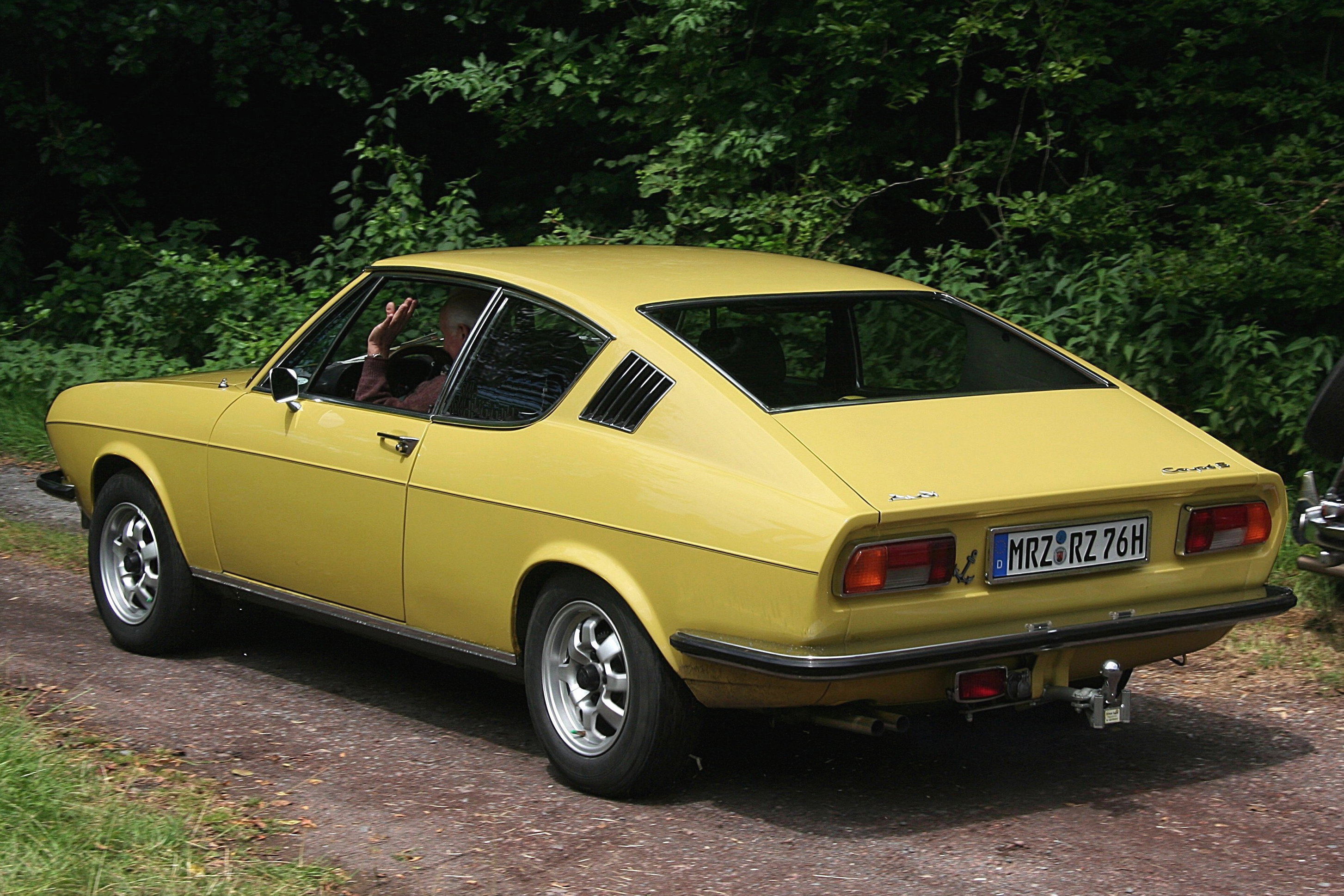
Audi 100 Coupé S (1974–1976)
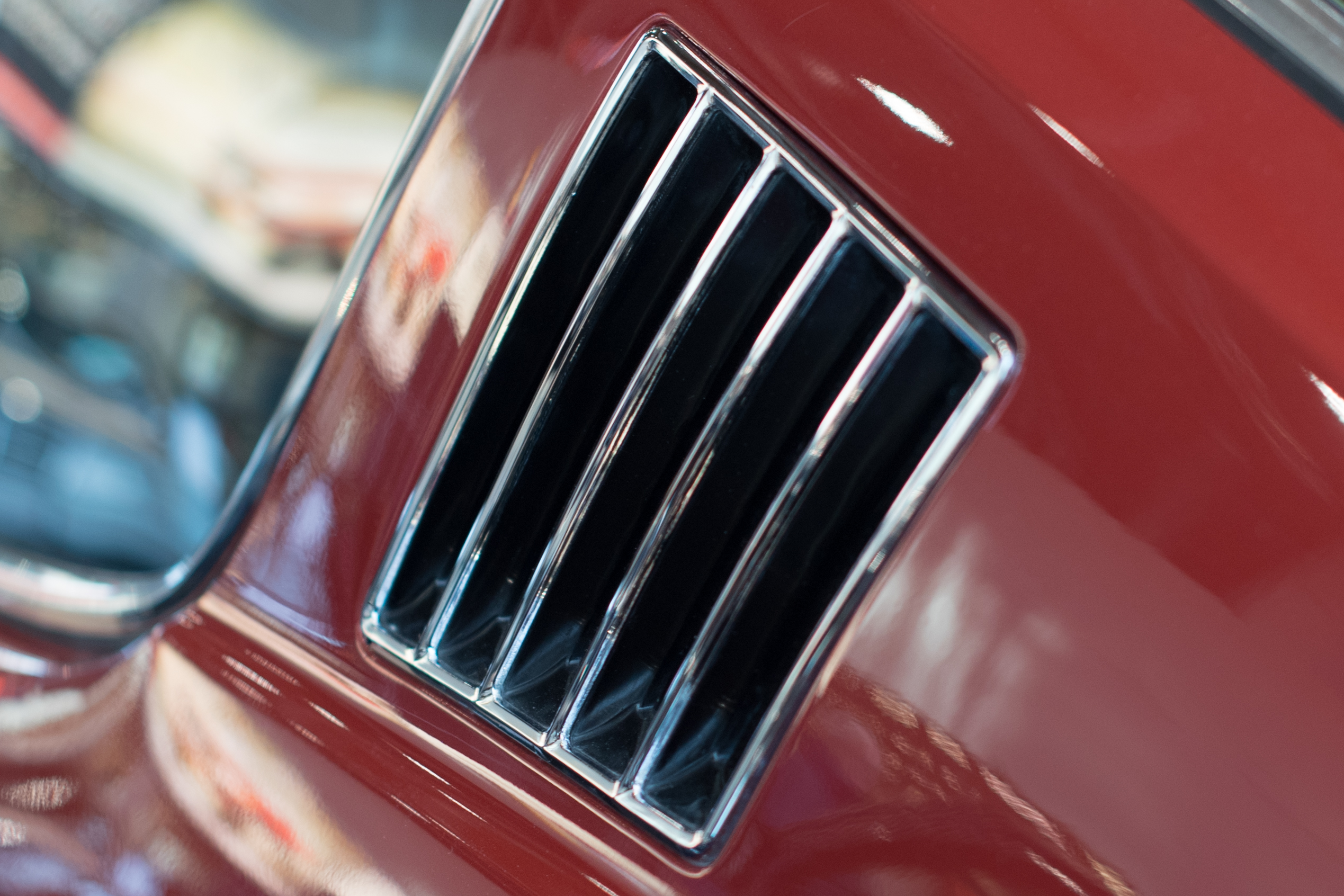
Audi 100 Coupé S (Detail)
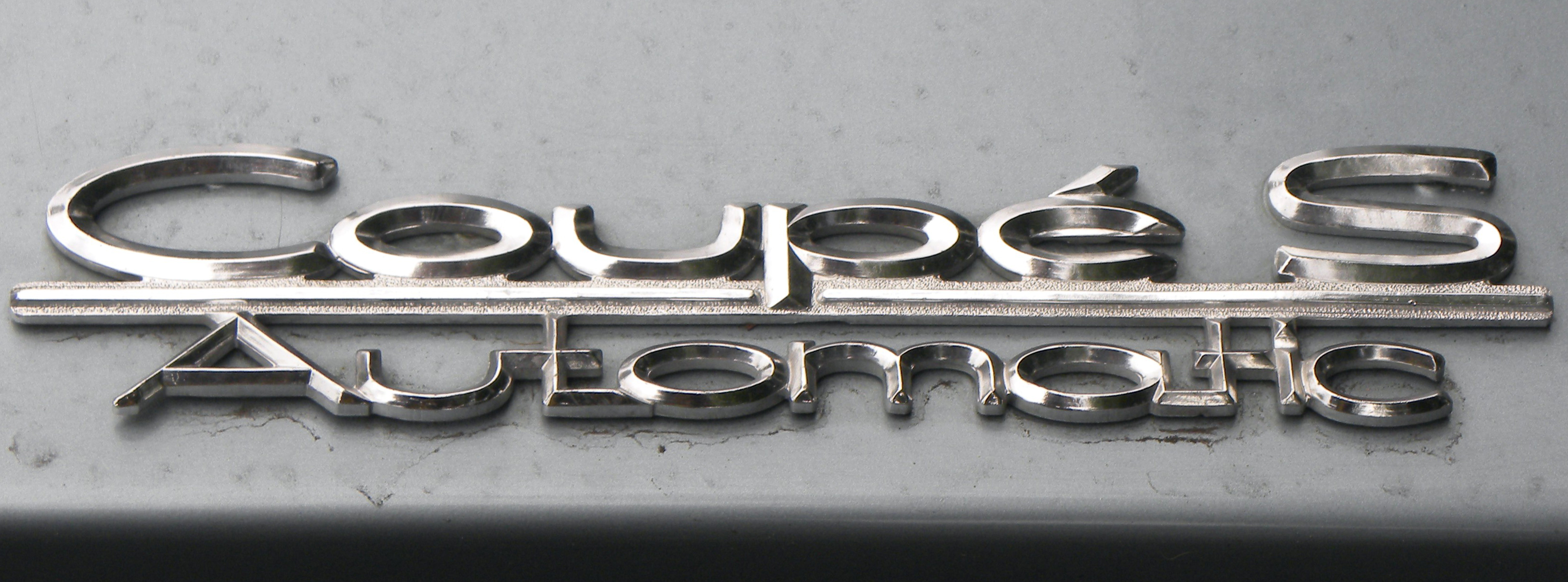
Audi 100 Coupé S (Detail)

### Auslandsmärkte
In Südafrika, wo der 100 ebenfalls gebaut wurde, war der 100 als L-, LS-, GL- und S-Coupé erhältlich. Die lokale Produktion begann gegen Ende 1972; bis Oktober 1976 wurden in Südafrika 33.000 Einheiten gebaut. Der GL erhielt ein Vinyldach und den Schriftzug GL an der C-Säule. Das Coupé wurde nicht mehr hergestellt. Der LS und der GLS waren Sonderversionen des L und des GL, mit silberner Lackierung, Automatikgetriebe und spezieller roter Innenausstattung. L und LS haben einen 1760-cm³-Motor mit 75 kW (102 PS; 101 PS) DIN, während GL und GLS den größeren 1871-cm³-Motor mit 84 kW (114 PS; 113 PS) haben.
In den Vereinigten Staaten erschien der Audi 100 1970 als LS mit einem 1,8-Liter-SAE-Motor mit 115 PS (86 kW) und wahlweise mit zwei oder vier Türen. Für 1972 wurde der Motor auf 1,9 Liter vergrößert, aber die SAE-Nettoleistung sank auf 91 PS (68 kW). Es gab ein Basis- und ein GL-Modell sowie ein Automatikgetriebe. Für 1974 beschränkte sich die Modellreihe wieder auf den 100 LS, jedoch mit den größeren Sicherheitsstoßstangen.
Für 1975 wurde die Leistung durch die Umstellung auf Benzineinspritzung auf 95 PS (71 kW) erhöht. Die Standardausstattung wurde verbessert, während die Preise stiegen. Bis ca. Mai 1977 wurde der Audi 100 ausschließlich für die USA noch parallel zum Nachfolger noch produziert. Im August 1977 löste der neue Audi 5000 den 100 ab, obwohl 1978 noch 537 Fahrzeuge verkauft wurden. Das Coupé war in den Vereinigten Staaten nicht erhältlich.

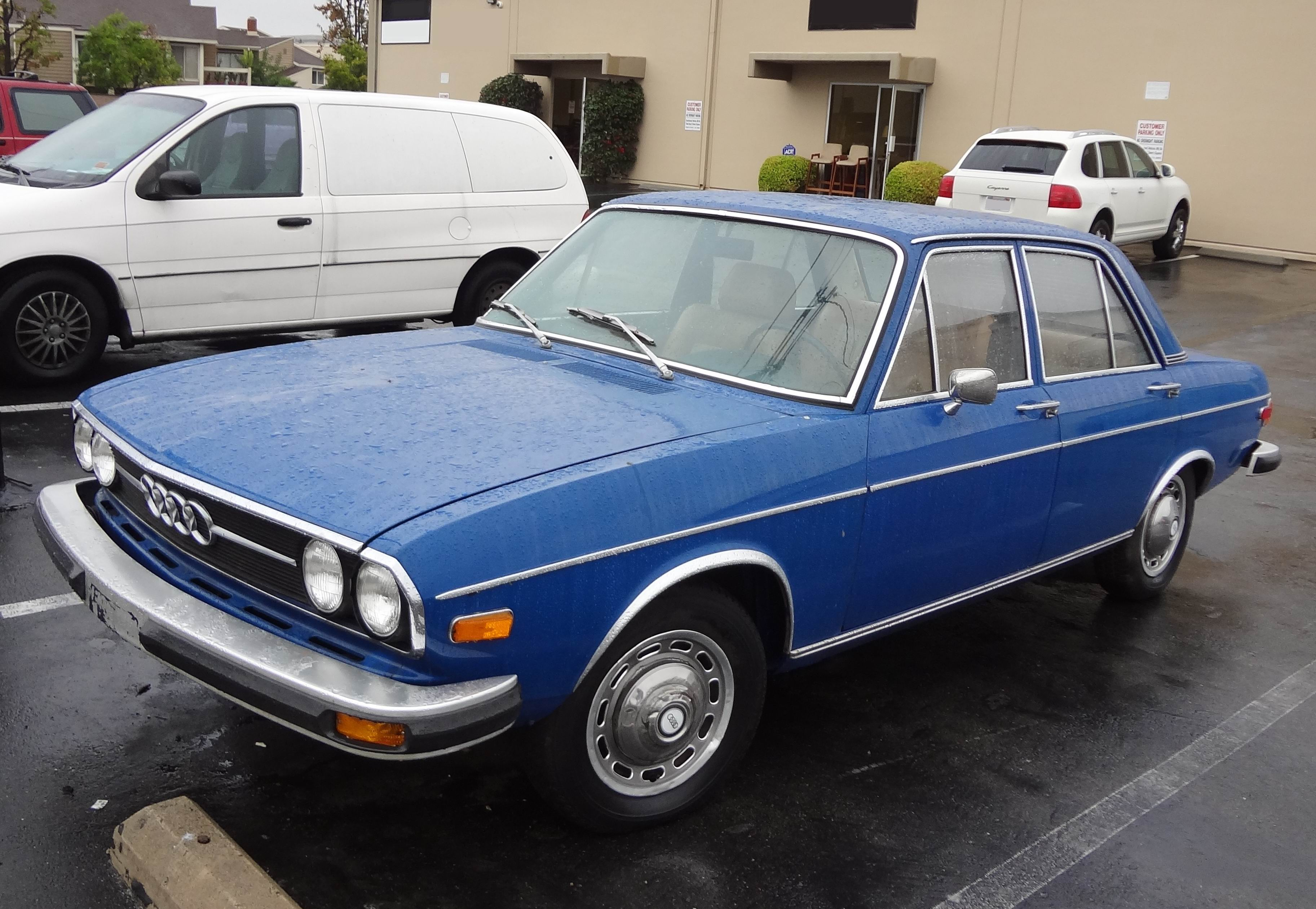
Audi 100 US-Modell (1973–1974)
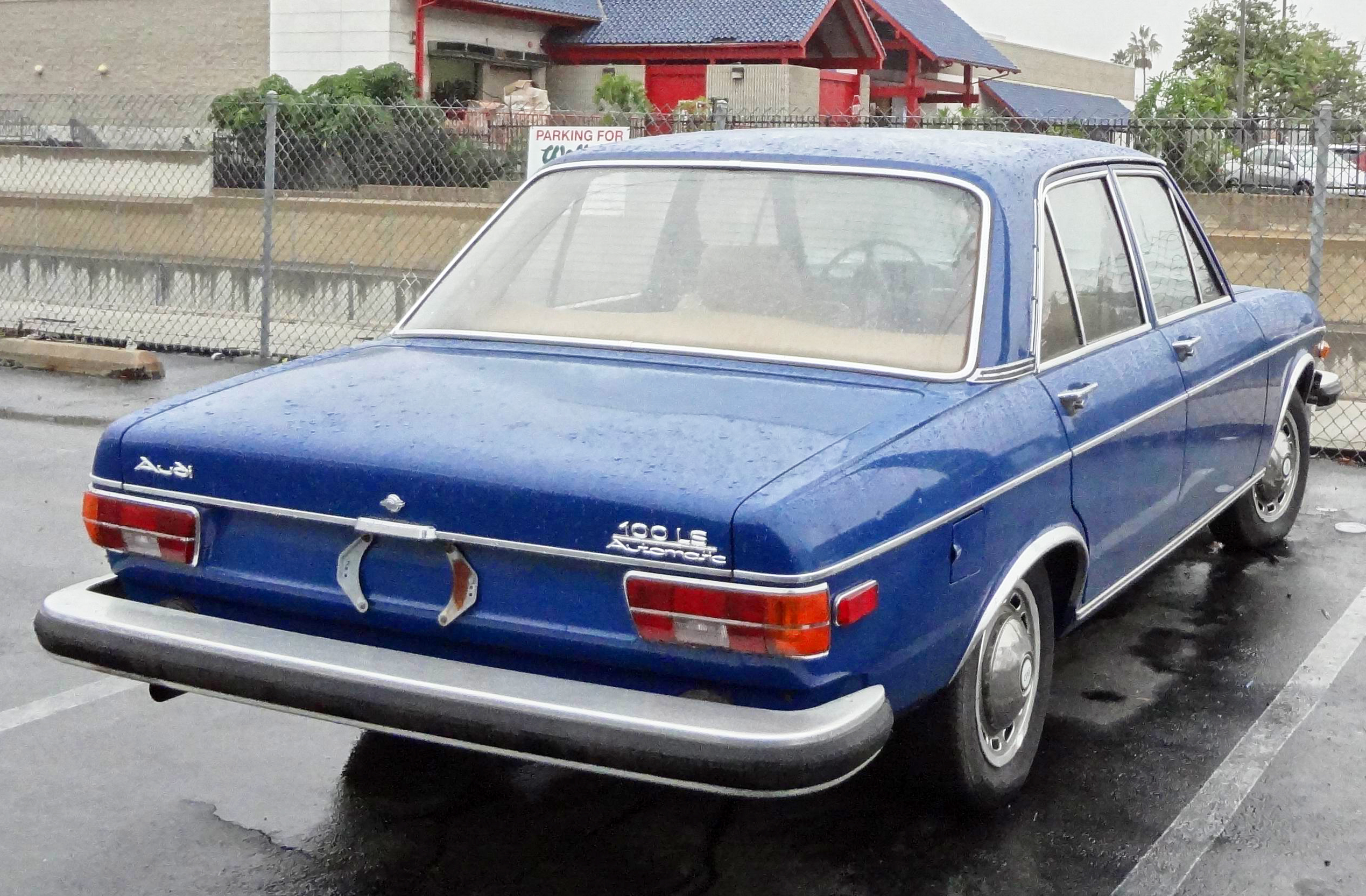
Audi 100 US-Modell (1973–1974)
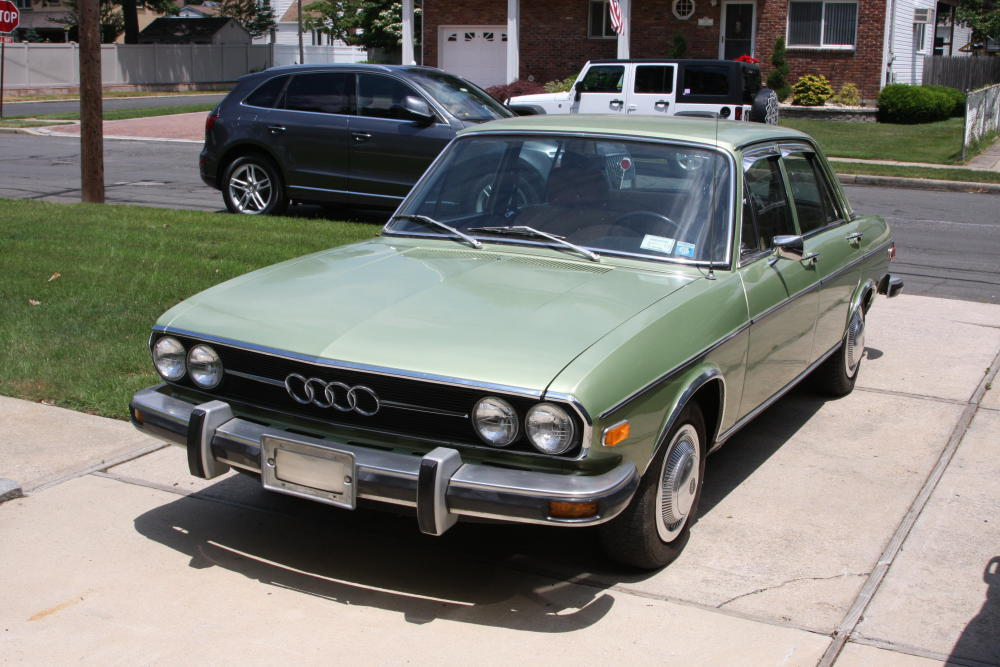
Audi 100 US-Modell (1974–1977)
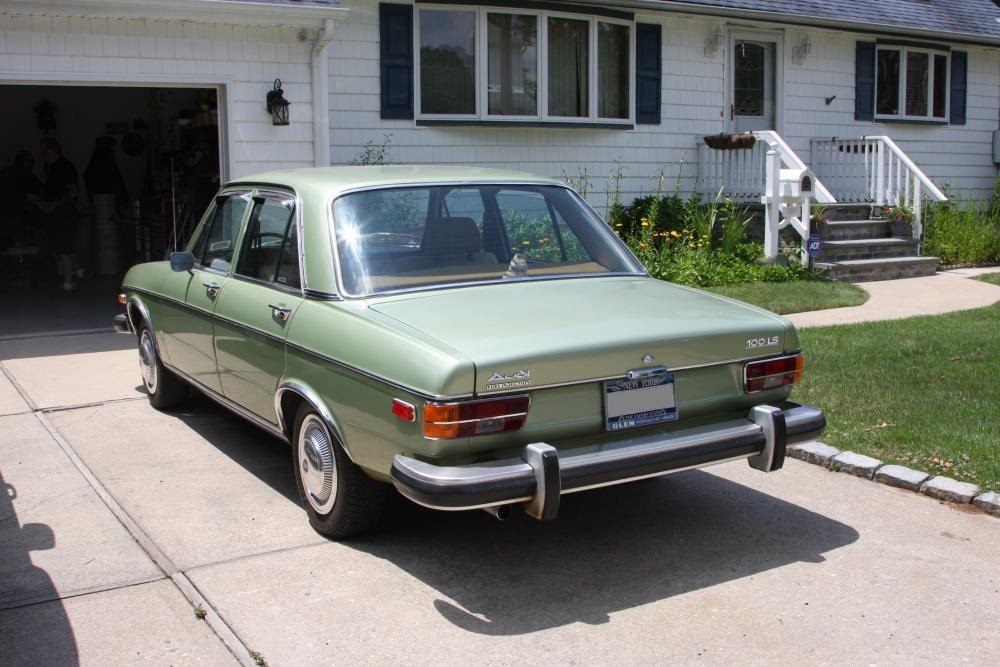
Audi 100 US-Modell (1974–1977), Heckansicht

### Elektro-Feldversuch
1976 gab es eine Versuchsfahrzeugflotte zu reinen Elektrofahrzeugen namens EEP (Audi mit RWE und Varta). „Der Akku-elektrische Elektro-Experimentier-PKW 100 (C1) wurde damals zur Erprobung verschiedener Akkumulatoren hergestellt, die sich über eine „Ankopplungseinrichtung“ (Steckdose) in der Nähe der vorderen (US-)Stoßstange wieder aufladen ließen.“
Listenpreise ab Werk im November 1973 (zweitürige Wagen):
- Audi 100 (85 PS) 11.050 DM (nach heutiger Kaufkraft: 20.000 Euro)
- Audi 100 LS (100 PS) 11.735 DM (21.300 Euro)
- Audi 100 GL (112 PS) 12.700 DM (23.000 Euro)
- Audi 100 Coupé S (112 PS) 15.090 DM (27.400 Euro)

Aufpreis bei viertüriger Limousine: 375 DM (700 Euro)

## Modellvarianten
- Audi 100 (1760 cm³, 80, später 85 PS, ein Fallstromvergaser)
- Audi 100 S (1760 cm³, 90 PS, ein Fallstrom-Registervergaser, Superbenzin)
- Audi 100 L (ab Oktober 1974; 1577 cm³, 85 PS, ein Fallstrom-Registervergaser Solex 32/35 DIDTA)
- Audi 100 LS (1760 cm³, 85 PS mit einem Fallstromvergaser Solex 35 PDSIT-5, 100 PS mit einem Fallstrom-Registervergaser Solex 32/35 TDID; ab Januar 1976: 1577 cm³, 85 PS, ein Fallstrom-Registervergaser Zenith 2 B 2)
- Audi 100 GL (ab August 1971; 1871 cm³, 112 PS, ein Fallstrom-Registervergaser Solex 32/35 TDID, Doppelscheinwerfer)
- Audi 100 Coupé S (1871 cm³, 115 PS mit zwei Fallstrom-Registervergasern Solex 32/35 TDID, ab Herbst 1971 mit 112 PS und einem Vergaser Solex 32/35 TDID)

Sonderkarosserien
- Audi 100 LS Cabriolet (Karmann/Osnabrück)
- Audi 100 LS Cabriolet (Karl Deutsch/Köln)
- Audi 100 Convertible (Crayford Engineering)
- Audi 100 LS Estate Kombi (Crayford Engineering)

## Technische Daten
| Modell                            | Audi 100 | Audi 100 | Audi 100 L | Audi 100 S | Audi 100 LS | Audi 100 GL | Audi 100 Coupé S | Audi 100 Coupé S |
| --------------------------------- | --- | --- | --- | --- | --- | --- | --- | --- |
| Karosserie                        | Limousine 4 Türen (auch 2 Türen ab 1970)                                                                                               | Limousine 4 Türen (auch 2 Türen ab 1970)                                                                                               | Limousine 4 Türen (auch 2 Türen ab 1970)                                                                                               | Limousine 4 Türen (auch 2 Türen ab 1970)                                                                                               | Limousine 4 Türen (auch 2 Türen ab 1970)                                                                                               | Limousine 4 Türen (auch 2 Türen ab 1970)                                                                                               | Coupé | Coupé |
| Produktionsjahre                  | 11/1968–09/1971 | 09/1971–09/1974 | 09/1974–07/1976 | 11/1968–09/1971 | 11/1968–07/1976 | 09/1971–07/1976 | 10/1970–09/1971 | 09/1971–07/1976 |
| Produzierte Exemplare             | 796.787 | 796.787 | 796.787 | 796.787 | 796.787 | 796.787 | 30.687 | 30.687 |
| Preis bei Markteinführung in DM   | 8.890 | 10.320 | 12.695 | 9.290 | 9.590 | 11.720 | 14.400 | 14.400 |
| Motor                             | Mitteldruckmotor F104 | Mitteldruckmotor F104 | EA 827 | Mitteldruckmotor F104 | Mitteldruckmotor F104 | Mitteldruckmotor F104 | Mitteldruckmotor F104 | Mitteldruckmotor F104 |
| Position                          | vorne längs | vorne längs | vorne längs | vorne längs | vorne längs | vorne längs | vorne längs | vorne längs |
| Anzahl und Anordnung der Zylinder | 4 Zylinder in Reihe | 4 Zylinder in Reihe | 4 Zylinder in Reihe | 4 Zylinder in Reihe | 4 Zylinder in Reihe | 4 Zylinder in Reihe | 4 Zylinder in Reihe | 4 Zylinder in Reihe |
| Hubraum (cm³)                     | 1760 | 1760 | 1588 | 1760 | 1760 | 1871 | 1871 | 1871 |
| Bohrung und Hub (mm)              | 81,5 × 84,4 | 81,5 × 84,4 | 79,5 × 80 | 81,5 × 84,4 | 81,5 × 84,4 | 84 × 84,4 | 84 × 84,4 | 84 × 84,4 |
| Ventilsteuerung                   | Ein seitlicher Nockenwellenantrieb mit Kette, Stößel und Kipphebel, zwei Ventile pro Zylinder                                          | Ein seitlicher Nockenwellenantrieb mit Kette, Stößel und Kipphebel, zwei Ventile pro Zylinder                                          | Ein obenliegender Nockenwellenantrieb, zwei Ventile pro Zylinder                                                                       | Ein obenliegender Nockenwellenantrieb, Stößel und Kipphebel, zwei Ventile pro Zylinder                                                 | Ein obenliegender Nockenwellenantrieb, Stößel und Kipphebel, zwei Ventile pro Zylinder                                                 | Ein obenliegender Nockenwellenantrieb, Stößel und Kipphebel, zwei Ventile pro Zylinder                                                 | Ein obenliegender Nockenwellenantrieb, Stößel und Kipphebel, zwei Ventile pro Zylinder                                                 | Ein obenliegender Nockenwellenantrieb, Stößel und Kipphebel, zwei Ventile pro Zylinder                                                 |
| Gemischbildung                    | Vergaser Solex 35 PDSIT-5 | Vergaser Solex 35 PDSIT-5 | Vergaser Solex 32/35 DIDTA | Vergaser Solex 35 PDSIT-5 | Vergaser Solex 32/32 TDID | Vergaser Solex 32/35 TDID | Zwei Vergaser Solex 32/35 TDID | Vergaser Solex 32/35 TDID |
| Verdichtungsverhältnis            | 9,1:1 (9:1 ab 09/1971) | 9:1 (8,5:1 ab 09/1972) | 8,2:1 | 10,2:1 | 10,2:1 | 10:1 | 10,2:1 | 10:1 |
| Maximale Leistung (PS/1/min)      | 80/5000 | 85/5100 | 85/5800 | 90/5500 | 100/5500 | 112/5600 | 115/5500 | 112/5600 |
| Maximales Drehmoment (Nm/1/min)   | 135/3000 | 135/3000 | 122/3500 | 145/3000 | 150/3500 (150/3200 ab 09/1970) | 160/3500 | 159/4000 | 160/3500 |
| Kupplung                          | Einscheiben-Trockenkupplung | Einscheiben-Trockenkupplung | Einscheiben-Trockenkupplung | Einscheiben-Trockenkupplung | Einscheiben-Trockenkupplung | Einscheiben-Trockenkupplung | Einscheiben-Trockenkupplung | Einscheiben-Trockenkupplung |
| Antrieb                           | Vorderradantrieb | Vorderradantrieb | Vorderradantrieb | Vorderradantrieb | Vorderradantrieb | Vorderradantrieb | Vorderradantrieb | Vorderradantrieb |
| Getriebe                          | Manuelles 4-Gang-Getriebe | Manuelles 4-Gang-Getriebe | Manuelles 4-Gang-Getriebe | Manuelles 4-Gang-Getriebe | Manuelles 4-Gang-Getriebe (Automatikgetriebe mit 3 Gängen auf Wunsch)                                                                  | Manuelles 4-Gang-Getriebe (Automatikgetriebe mit 3 Gängen auf Wunsch)                                                                  | Manuelles 4-Gang-Getriebe (Automatikgetriebe mit 3 Gängen auf Wunsch)                                                                  | Manuelles 4-Gang-Getriebe (Automatikgetriebe mit 3 Gängen auf Wunsch)                                                                  |
| Struktur                          | Selbsttragende Karosserie | Selbsttragende Karosserie | Selbsttragende Karosserie | Selbsttragende Karosserie | Selbsttragende Karosserie | Selbsttragende Karosserie | Selbsttragende Karosserie | Selbsttragende Karosserie |
| Federung vorn                     | Einzelradaufhängung, doppelte Querlenker, Schraubenfedern, Stabilisator und hydraulische Teleskopstoßdämpfer                           | Einzelradaufhängung, doppelte Querlenker, Schraubenfedern, Stabilisator und hydraulische Teleskopstoßdämpfer                           | Einzelradaufhängung, doppelte Querlenker, Schraubenfedern, Stabilisator und hydraulische Teleskopstoßdämpfer                           | Einzelradaufhängung, doppelte Querlenker, Schraubenfedern, Stabilisator und hydraulische Teleskopstoßdämpfer                           | Einzelradaufhängung, doppelte Querlenker, Schraubenfedern, Stabilisator und hydraulische Teleskopstoßdämpfer                           | Einzelradaufhängung, doppelte Querlenker, Schraubenfedern, Stabilisator und hydraulische Teleskopstoßdämpfer                           | Einzelradaufhängung, doppelte Querlenker, Schraubenfedern, Stabilisator und hydraulische Teleskopstoßdämpfer                           | Einzelradaufhängung, doppelte Querlenker, Schraubenfedern, Stabilisator und hydraulische Teleskopstoßdämpfer                           |
| Federung hinten                   | Starrachse mit Panhardstab (Drehstabachse ab 09/1973), Torsionsstäbe (Schraubenfedern ab 09/1973) und hydraulische Teleskopstoßdämpfer | Starrachse mit Panhardstab (Drehstabachse ab 09/1973), Torsionsstäbe (Schraubenfedern ab 09/1973) und hydraulische Teleskopstoßdämpfer | Starrachse mit Panhardstab (Drehstabachse ab 09/1973), Torsionsstäbe (Schraubenfedern ab 09/1973) und hydraulische Teleskopstoßdämpfer | Starrachse mit Panhardstab (Drehstabachse ab 09/1973), Torsionsstäbe (Schraubenfedern ab 09/1973) und hydraulische Teleskopstoßdämpfer | Starrachse mit Panhardstab (Drehstabachse ab 09/1973), Torsionsstäbe (Schraubenfedern ab 09/1973) und hydraulische Teleskopstoßdämpfer | Starrachse mit Panhardstab (Drehstabachse ab 09/1973), Torsionsstäbe (Schraubenfedern ab 09/1973) und hydraulische Teleskopstoßdämpfer | Starrachse mit Panhardstab (Drehstabachse ab 09/1973), Torsionsstäbe (Schraubenfedern ab 09/1973) und hydraulische Teleskopstoßdämpfer | Starrachse mit Panhardstab (Drehstabachse ab 09/1973), Torsionsstäbe (Schraubenfedern ab 09/1973) und hydraulische Teleskopstoßdämpfer |
| Bremsanlage                       | Vorderachse mit innenliegenden Scheibenbremsen (außenliegend ab 09/1974), Hinterachse mit Trommelbremsen                               | Vorderachse mit innenliegenden Scheibenbremsen (außenliegend ab 09/1974), Hinterachse mit Trommelbremsen                               | Vorderachse mit innenliegenden Scheibenbremsen (außenliegend ab 09/1974), Hinterachse mit Trommelbremsen                               | Vorderachse mit innenliegenden Scheibenbremsen (außenliegend ab 09/1974), Hinterachse mit Trommelbremsen                               | Vorderachse mit innenliegenden Scheibenbremsen (außenliegend ab 09/1974), Hinterachse mit Trommelbremsen                               | Vorderachse mit innenliegenden Scheibenbremsen (außenliegend ab 09/1974), Hinterachse mit Trommelbremsen                               | Vorderachse mit innenliegenden Scheibenbremsen (außenliegend ab 09/1974), Hinterachse mit Trommelbremsen                               | Vorderachse mit innenliegenden Scheibenbremsen (außenliegend ab 09/1974), Hinterachse mit Trommelbremsen                               |
| Reifen                            | 165 SR 14 | 165 SR 14 | 155 SR 14 | 165 SR 14 | 165 SR 14 | 165 SR 14 | 185/70 HR 14 | 185/70 HR 14 |
| Lenkung                           | Zahnstangenlenkung ohne Servounterstützung                                                                                             | Zahnstangenlenkung ohne Servounterstützung                                                                                             | Zahnstangenlenkung ohne Servounterstützung                                                                                             | Zahnstangenlenkung ohne Servounterstützung                                                                                             | Zahnstangenlenkung ohne Servounterstützung                                                                                             | Zahnstangenlenkung ohne Servounterstützung                                                                                             | Zahnstangenlenkung ohne Servounterstützung                                                                                             | Zahnstangenlenkung ohne Servounterstützung                                                                                             |
| Leermasse (kg)                    | 1.050 | 1.075 | 1.050 | 1.050 | 1.050 (1.090 ab 09/1971) | 1.100 | 1.110 | 1.100 |
| Tankinhalt                        | 58 Liter | 58 Liter | 58 Liter | 58 Liter | 58 Liter | 58 Liter | 58 Liter | 58 Liter |
| Höchstgeschwindigkeit (km/h)      | 156 | 160 | 160 | 165 | 170 | 179 | 185 | 183 |
| Beschleunigung 0–100 km/h (s)     | 13,5 | 13,5 | 13,5 | 12,2 | 11,9 | 10,8 | 9,9 | 10,2 |
| Durchschnittsverbrauch (l/100 km) | 8,9 | 8,9 | 8,9 | 8,9 | 8,9 (10,1 bei Automatik) | 8,9 (10,1 bei Automatik) | 9,9 | 8,9 (10,1 bei Automatik) |

## Produktionszahlen Audi 100 C1
Gesamtproduktion 827.474 Fahrzeuge von 1968 bis 1976
| Typbez.                    | Jahr | 1968 | 1969   | 1970    | 1971    | 1972    | 1973    | 1974   | 1975   | 1976   | Summe   |
| -------------------------- | ---- | ---- | ------ | ------- | ------- | ------- | ------- | ------ | ------ | ------ | ------- |
| 100, 100 LS, L, LS 2-türig |      |      | 1.079  | 4.113   | 1.265   | 5.361   | 4.833   | 1.813  | 3.487  | 1.764  | 23.715  |
| 100, 100 LS, L, LS 4-türig |      | 11   | 10.533 | 9.000   | 9.639   | 21.110  | 17.192  | 18.438 | 31.202 | 14.939 | 132.064 |
| 100 S 2-türig              |      |      | 1.602  | 4.648   | 1.329   | 0       | 0       | 0      | 0      | 0      | 7.579   |
| 100 S 4-türig              |      | 13   | 13.791 | 16.449  | 10.131  | 0       | 0       | 0      | 0      | 0      | 40.384  |
| 100 LS 2-türig             |      |      | 2.489  | 12.597  | 10.928  | 14.186  | 14.173  | 11.102 | 3.976  | 2.590  | 72.041  |
| 100 LS 4-türig             |      | 66   | 38.355 | 54.107  | 57.975  | 68.810  | 75.013  | 45.012 | 29.854 | 19.913 | 389.105 |
| 100 GL 2-türig             |      |      |        |         | 685     | 5.583   | 3.957   | 1.124  | 806    | 306    | 12.461  |
| 100 GL 4-türig             |      |      |        |         | 9.030   | 38.067  | 36.059  | 13.756 | 15.020 | 7.506  | 119.438 |
| 100 Coupé S                |      |      | 3      | 741     | 8.586   | 8.406   | 7.989   | 2.490  | 1.476  | 996    | 30.687  |
| Summe                      |      | 90   | 67.852 | 101.655 | 109.568 | 161.523 | 159.216 | 93.735 | 85.821 | 48.014 | 827.474 |

## Bestand
Durch die Verwendung von minderwertigem Recycling-Blech stellten sich die ab Mitte der 1970er-Jahre gefertigten Produkte des Volkswagen-Konzerns später als sehr rostanfällig heraus. Dies war bedingt durch einen relativ hohen Kupferanteil im Karosserieblech, der zu interkristalliner Korrosion führte.
Am 1. Juli 1991 waren beim Kraftfahrt-Bundesamt noch 8216 Limousinen der ersten Baureihe des Audi 100 gemeldet.